# محمية غالاباغوس البحرية
محمية غالاباغوس البحرية (باللاتينية: Galápagos Marine Reserve) وتقع على بعد ألف كيلو متر من البر الرئيسي للإكوادور وتبلغ مساحتها 133,000 كم2 (51000 ميل2) تقريبًا. تمثل جزر غالاباغوس والمياه المحيطة بها أكثر المناطق البيئية في العالم غرابة وهي مناطق غنية بالتنوع البيولوجي. تعتبر محمية غالاباغوس البحرية، التي صنفتها اليونسكومؤخرًا ضمن أماكن التراث العالمي، أكبر محمية بحرية في بلد نامية وثاني أكبر محمية في العالم.

## الغطس والغوص الحر
في بعض المناطق في محمية غالاباغوس البحرية، من الممكن للزوار أن يقوموا برياضة الغطس أو الغوص الحر، وقد يتواصل العديد من الضيوف مع الكائنات البحرية التي تعيش تحت الماء مثل: الحوت، والقرش الحوتي، القرش ذي المطرقة، وسمك الراي، وشيطان البحر، والسمك أبو سيف، ولسلاحف، وما إلى ذلك. هناك عوامل جذب أخرى داخل محمية غالاباغوس البحرية مثل قاع البحر الصخري، ووجوه الصخور الرأسية، والشواطئ الرملية، ومستنقعات المانغروف، وبدرجة أقل، الشعاب المرجانية.

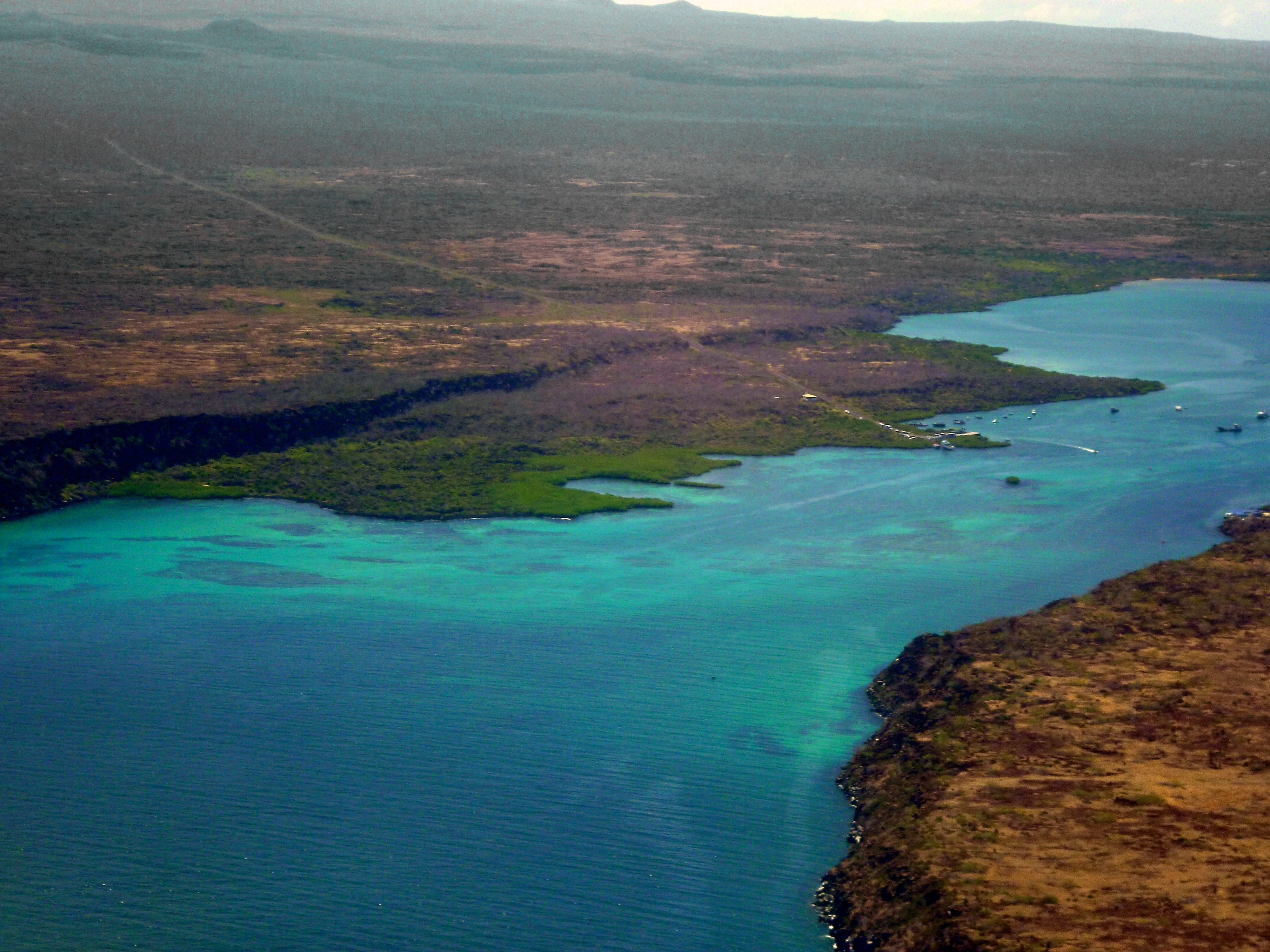
ستلاحظ من الطائرة إيرباص A320، التي تحلق خارج جزيرة بلترا (على اليمين) وجزيرة سانتا كروز (على اليسار) وبين الجزيرتين في قناة إتاباكا (منطقة مليئة بالسيارات المائية التي تنقل الأشخاص بين الجزيرتين والقوارب المنتظرة قبالة الشاطئ في انتظار رحلات متعددة الأيام.

## الحياة الحيوانية
لا يزال يتم دراسة البحيرات الساحلية، والتربة الرطبة، والمناطق التي تتقابل فيها المياه العذبة ومياه البحر والتي تحتوي على مزيج فريد من أنواع الحيوانات. تجتمع التيارات البحرية الباردة، والساخنة، والدافئة معا هنا، لتولد مجموعة واسعة متنوعة من الحياة الحيوانية: من الأسماك الملونة الصغيرة إلى الثدييات الكبيرة.

## التهديدات البيئية
يواجه محمية غالاباغوس البحرية عددٌ من التهديدات البيئية. أكثر التهديدات خطرًا على المحمية تأتي من الإفراط في الصيد والصيد غير القانوني. حيث تم استنفاد المصايد المحلية القانونية لخيار البحر وسرطان البحر وربما تكون هذه المصايد على وشك الانهيار. يشكل هذا الأمر عواقب وخيمة على قطاع صيد الأسماك في غالاباغوس، فمن المحتمل أن يتسبب في لجوء الصيادين المحليين على نحو متزايد إلى الممارسات غير قانونية، مثل صيد أسماك القرش، والصيد المفرط لأسماك التونة، والتصدير غير المشروع لخيار البحر.

## التلوث والنمو السكاني
يشكل التلوث والنمو السكاني تهديدًا إضافيًا للحياة البرية والبحرية على حد سواء. إن النمو المتزامن في عدد السياح والسكان المحليين يعني أن هذه المشكلة سوف تتفاقم بكل تأكيد. ينمو سكان غالاباغوس (Galápagos) بمعدل 6% تقريبًا كل عام، أكثر من ضعف النمو السكاني في الإكوادور (Ecuador). جذب ارتطام الناقلة جيسيكا (Jessica) بالقعر، أثناء تسليم وقود السفن وسولار القوارب السياحية والبحرية الإكوادورية (Ecuadorian Navy)، انتباه العالم إلى التهديدات البحرية الناتجة عن الأنشطة البشرية المتزايدة على الجزر.

## جهود الحماية
تعمل العديد من المنظمات العلمية الدولية ومنظمات الحماية على حماية محمية غالاباغوس البحرية (Galápagos Marine Reserve). من بين تلك المنظمات مؤسسة تشارلز داروين (Charles Darwin Foundation)، ووايلد ايد (WildAid)، واللتان تعملان على تحسين قدرة موظفي المحمية (Parque Nacional de Galápagos staff) على حمايتها من الصيد المفرط وغيره من التهديدات.
كما يوجد لجمعية سي شيبرد (Sea Shepard) مكتب في بويورتو أيورا (Puerto Ayora)، على جزيرة سانتا كروز (island of Santa Cruz).

## الصور الفوتوغرافية

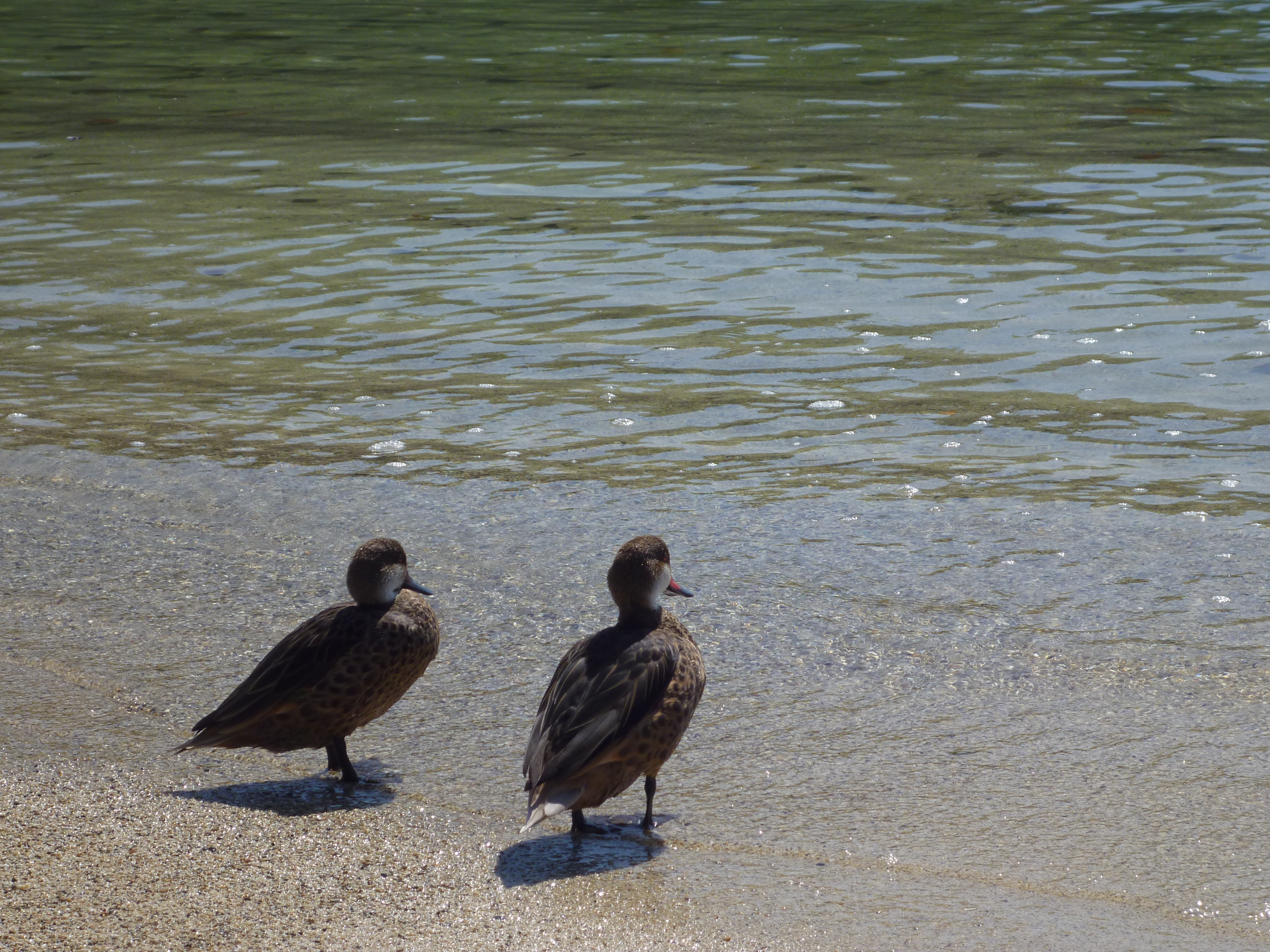
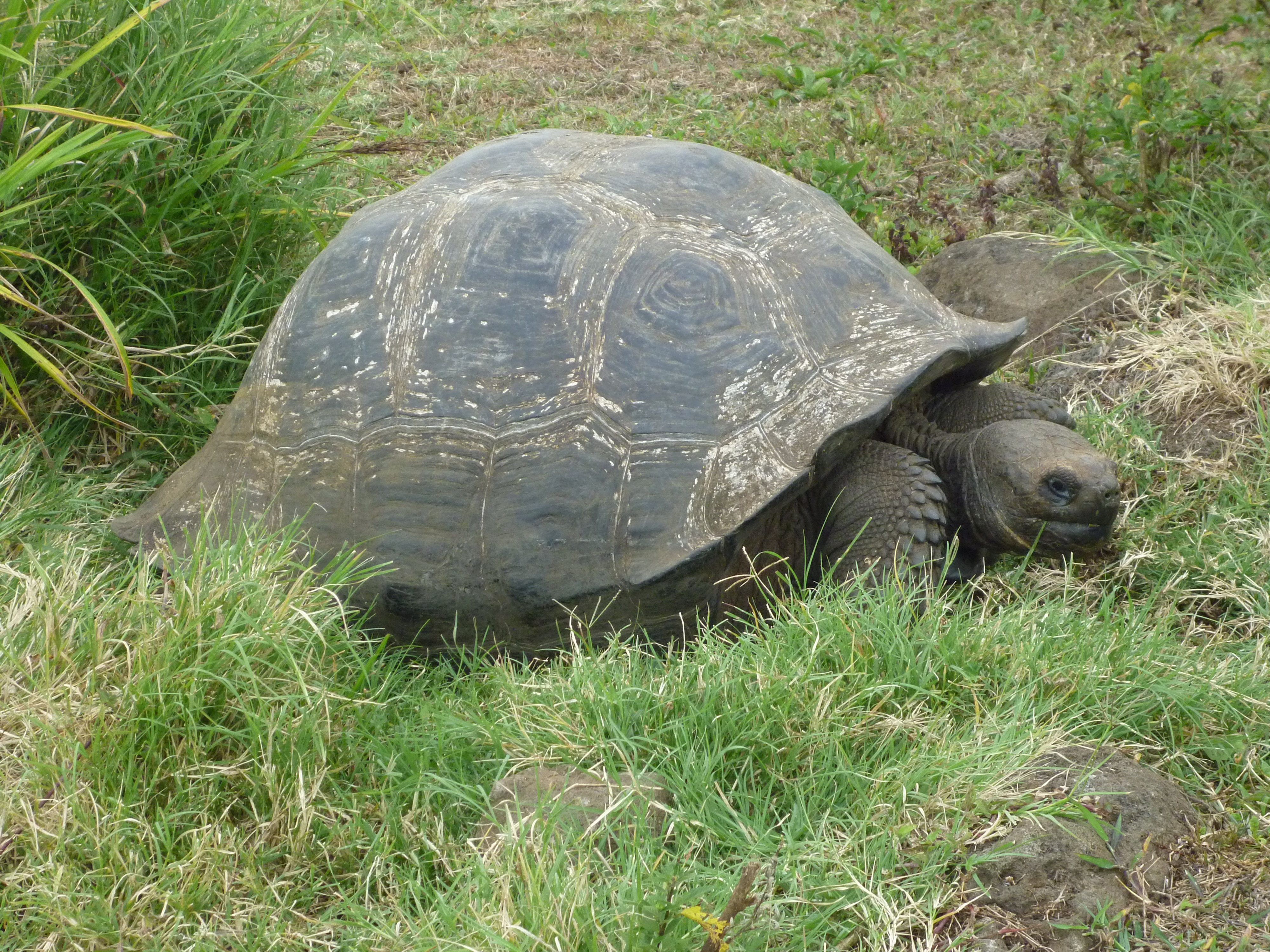
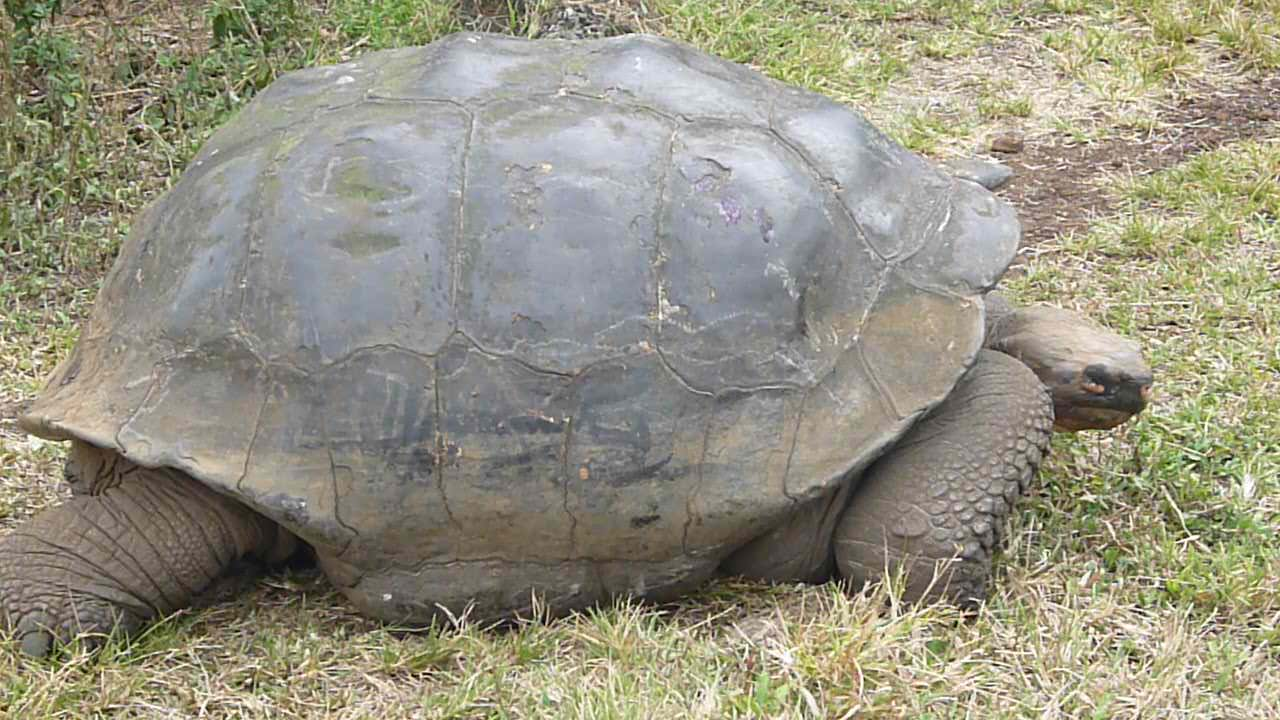
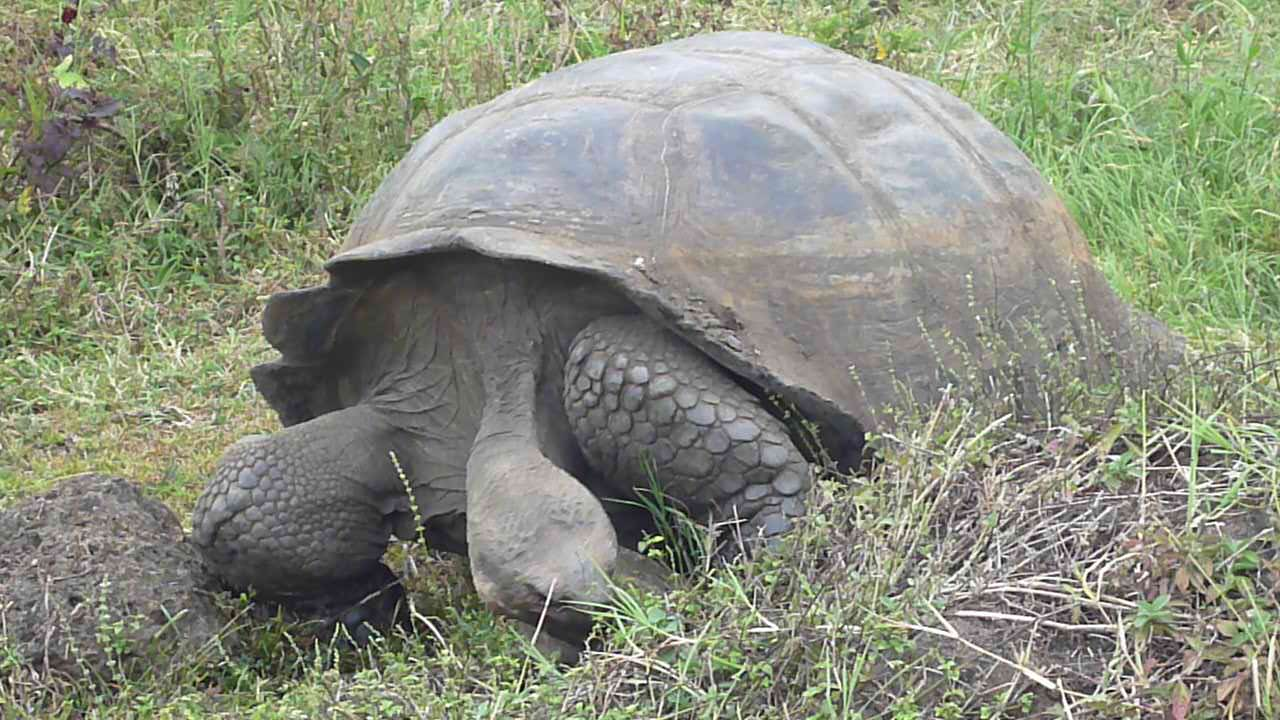
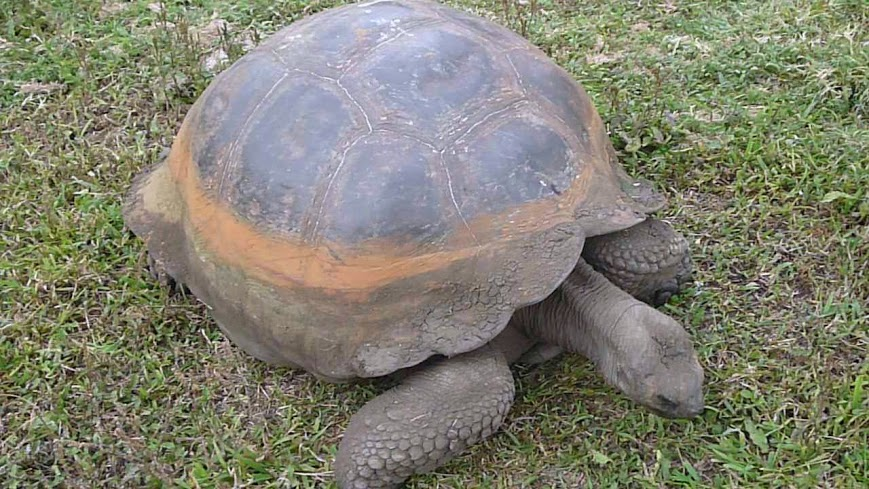
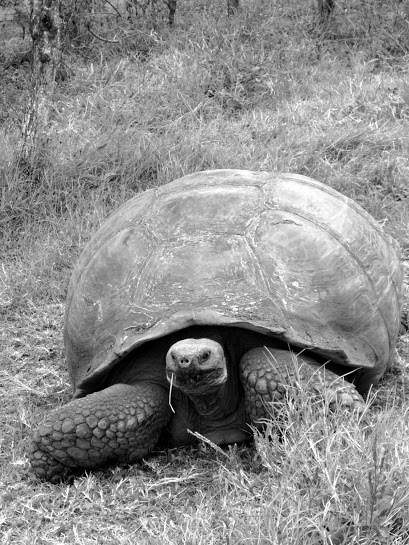
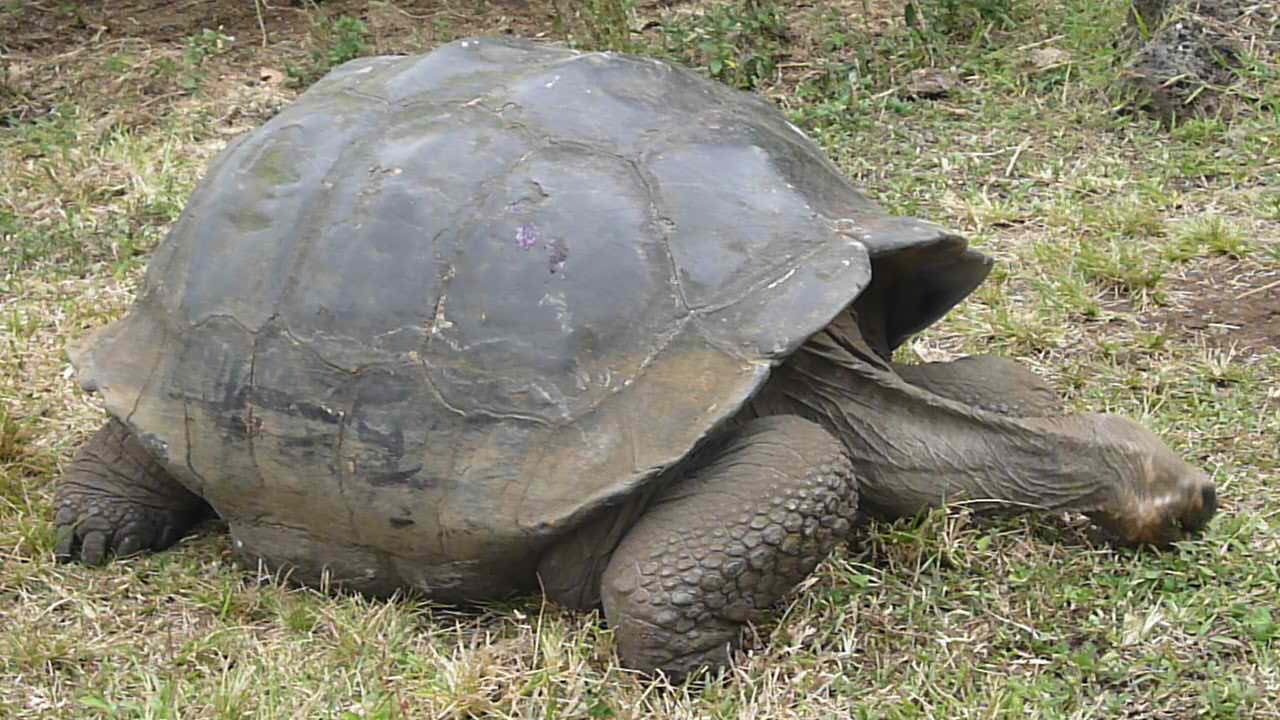
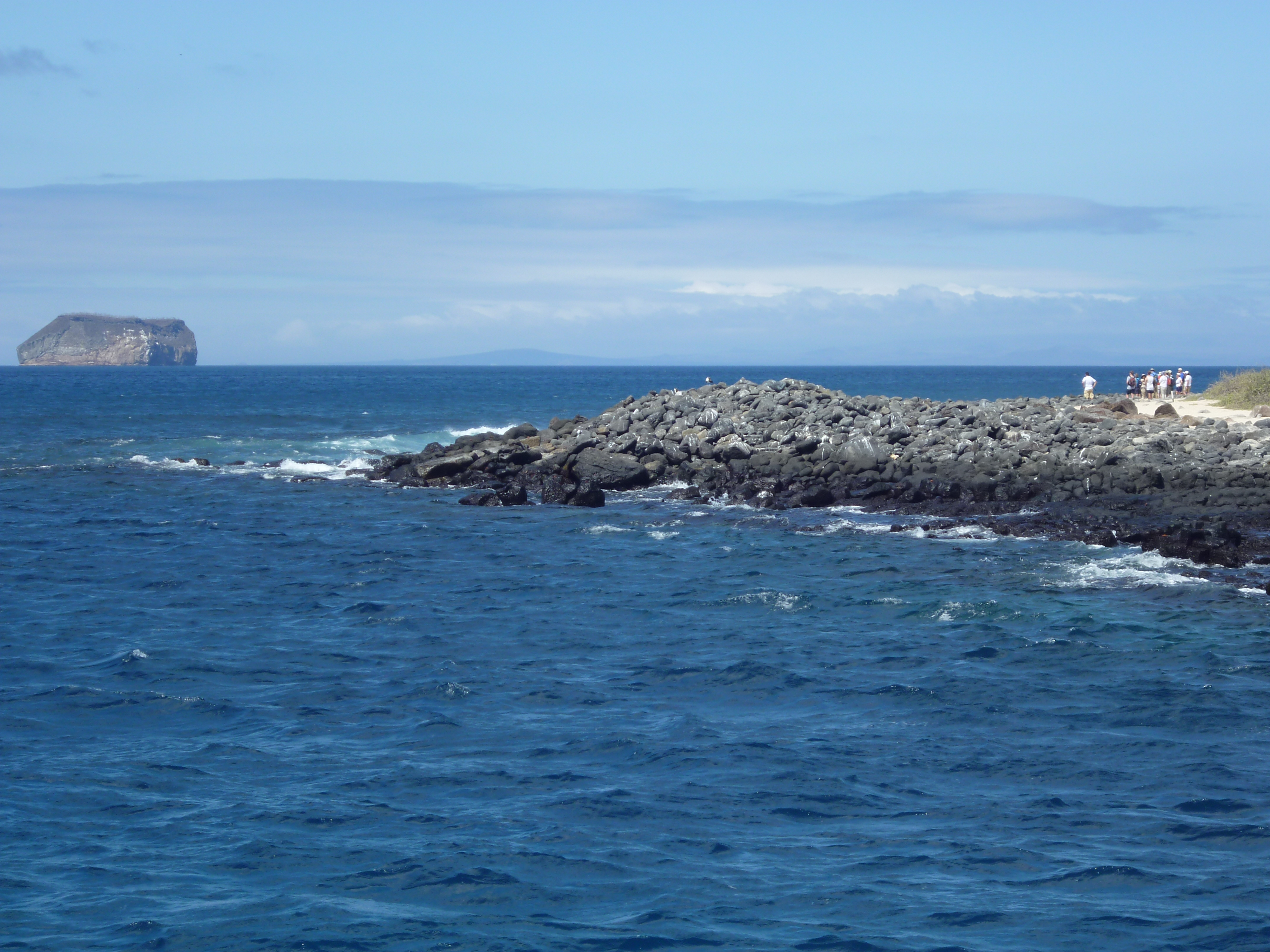
ملحمة شمال سيمور لفنان محلي بمهارة استثنائية
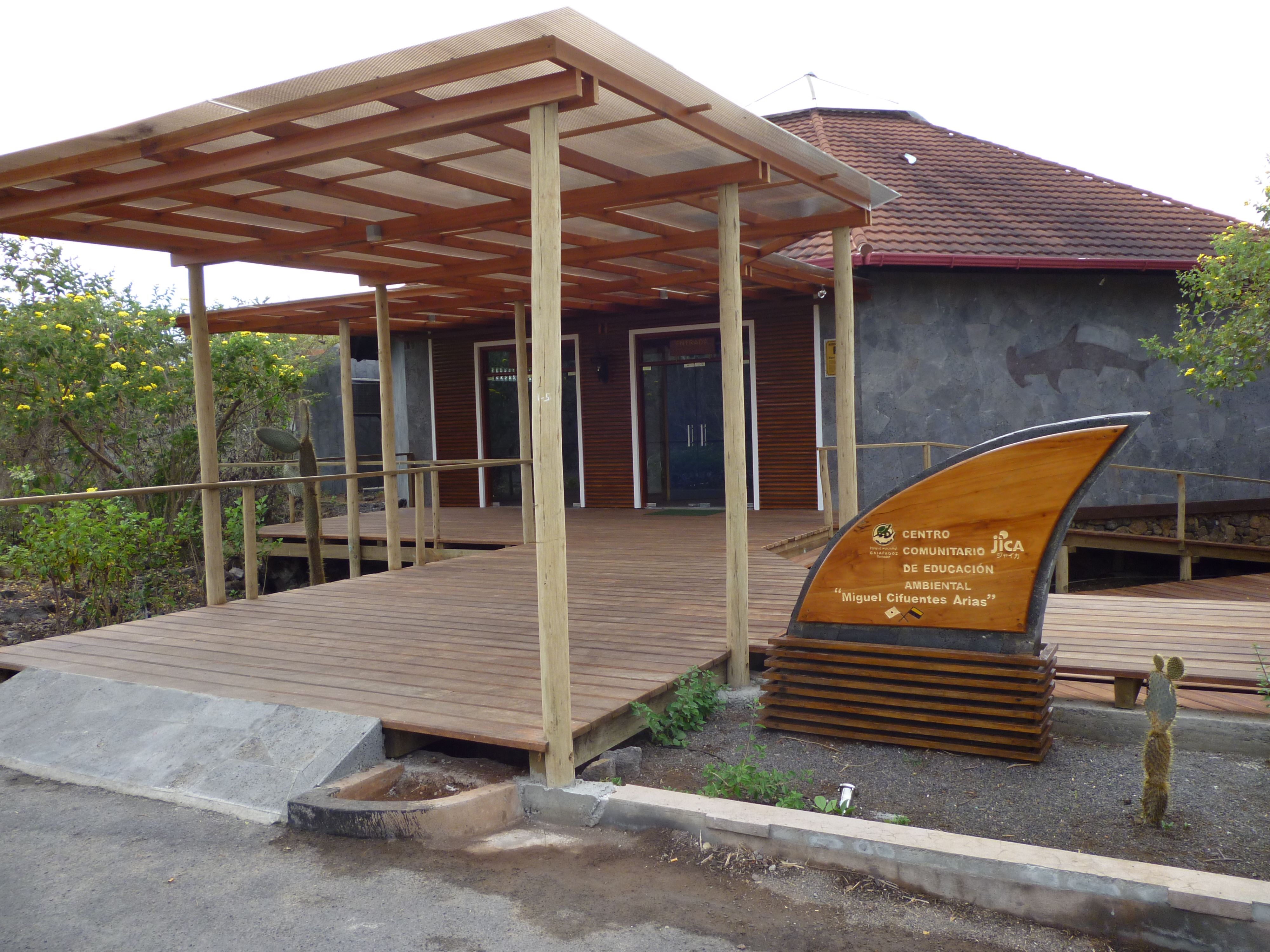
بناء المجتمع في جزيرة سانتا كروز ببيورتو أيورا (Santa Cruz) في جزر غالاباغوس (Galapagos Islands) تم تسميتها تيمنًا "بميغويل كيفينتوس أريس" (Miguel Cifuentes Arias)"
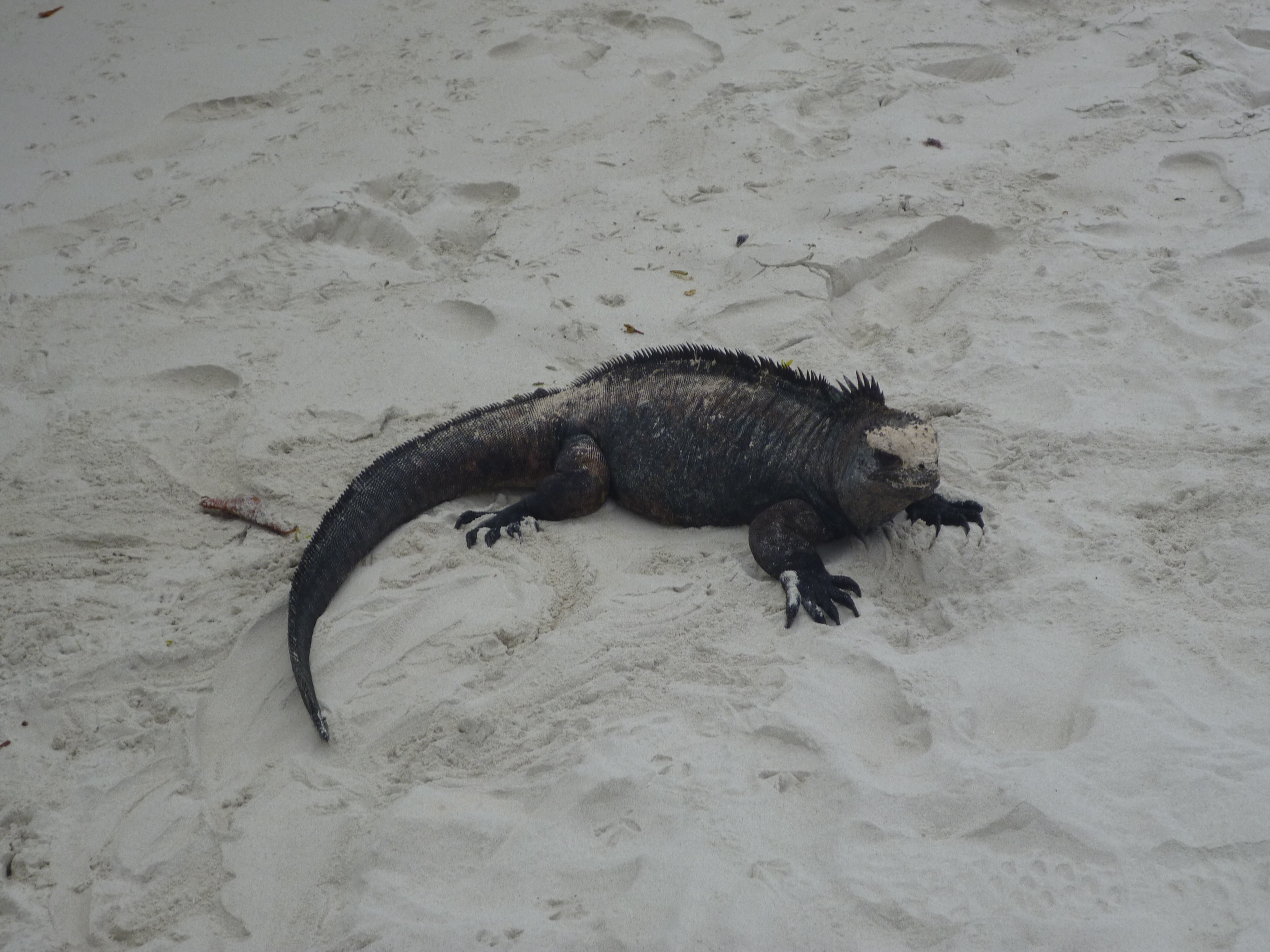
إغوانا على شاطئ خليج تورتوغا
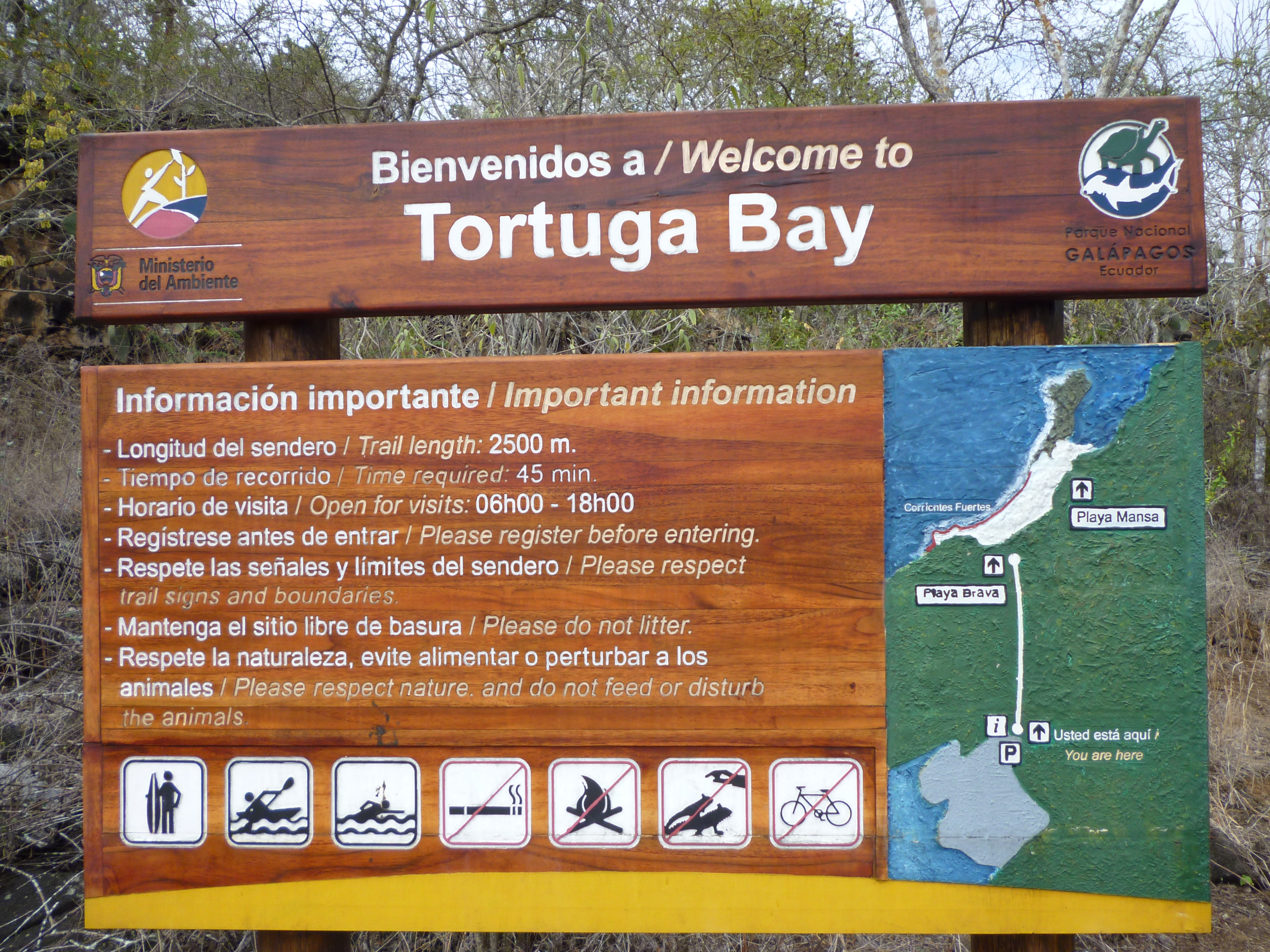
على شاطئ خليج السلاحف السوداء(Tortuga Bay) في غالاباغوس (Galapagos).
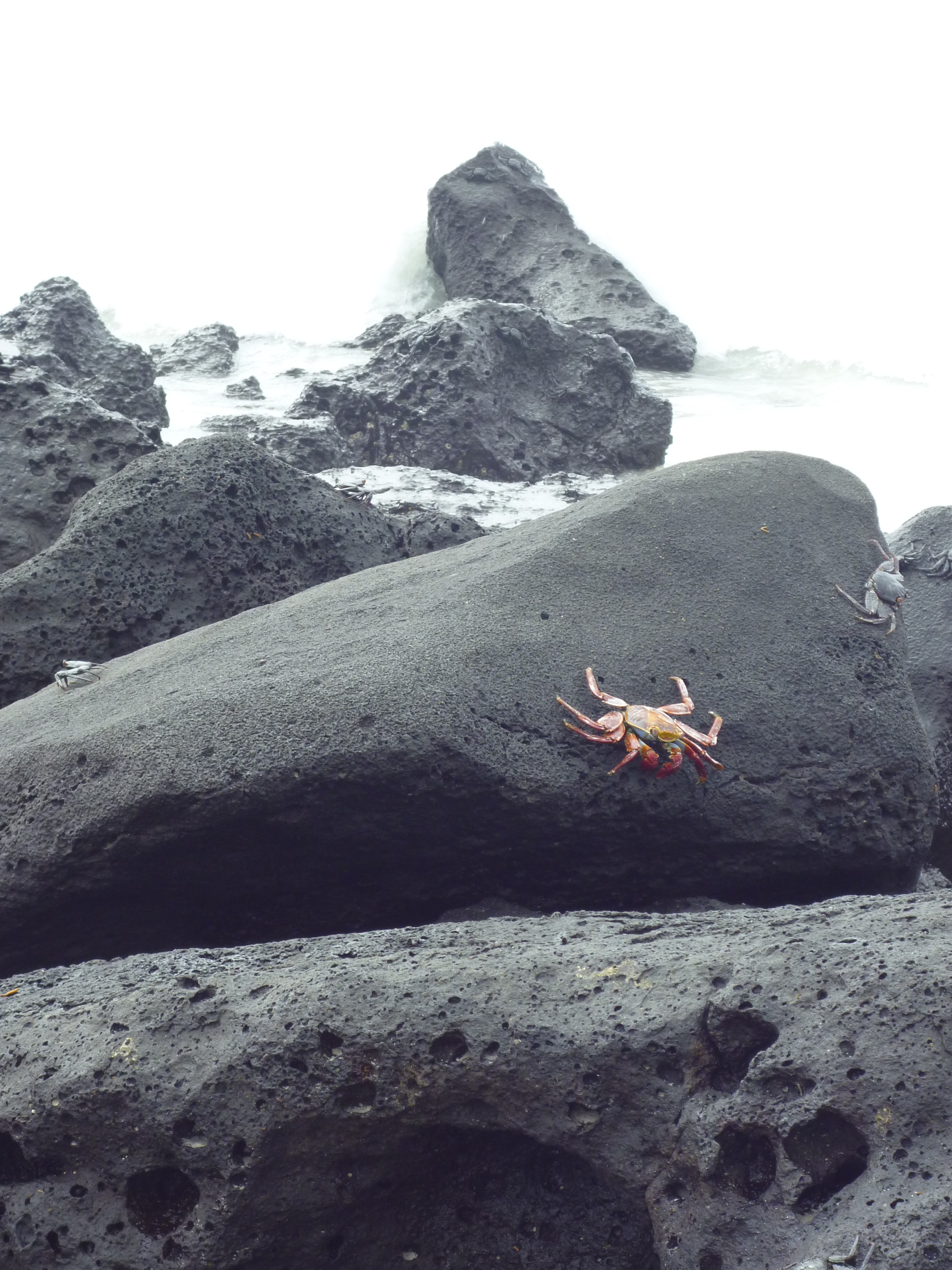
سلطعون متعدد الألوان على صخور الحمم البركانية في خليج تورتوغا (Tortuga Bay).
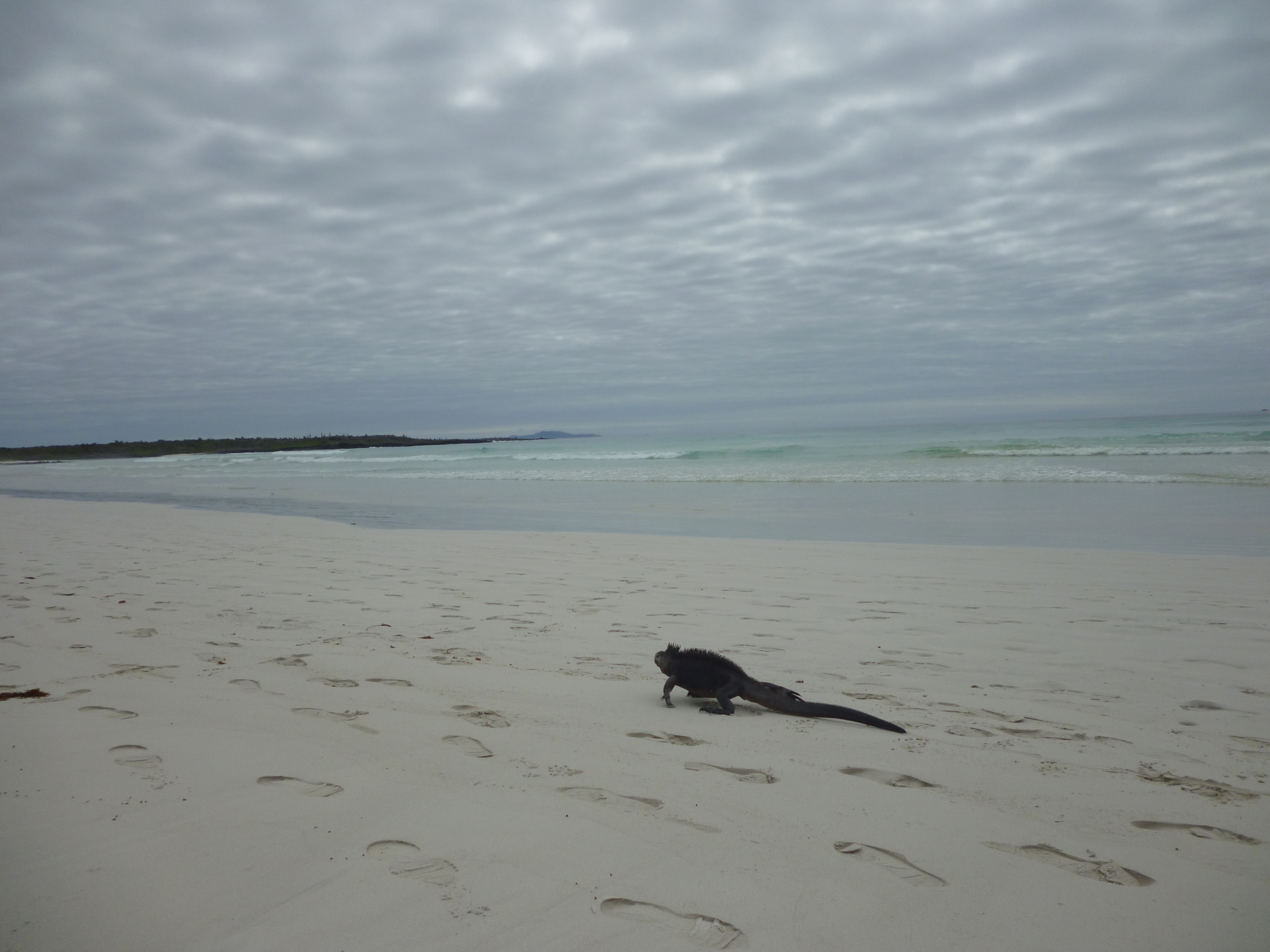
إغوانا على شاطئ خليج السلاحف السوداء (Tortuga Bay)
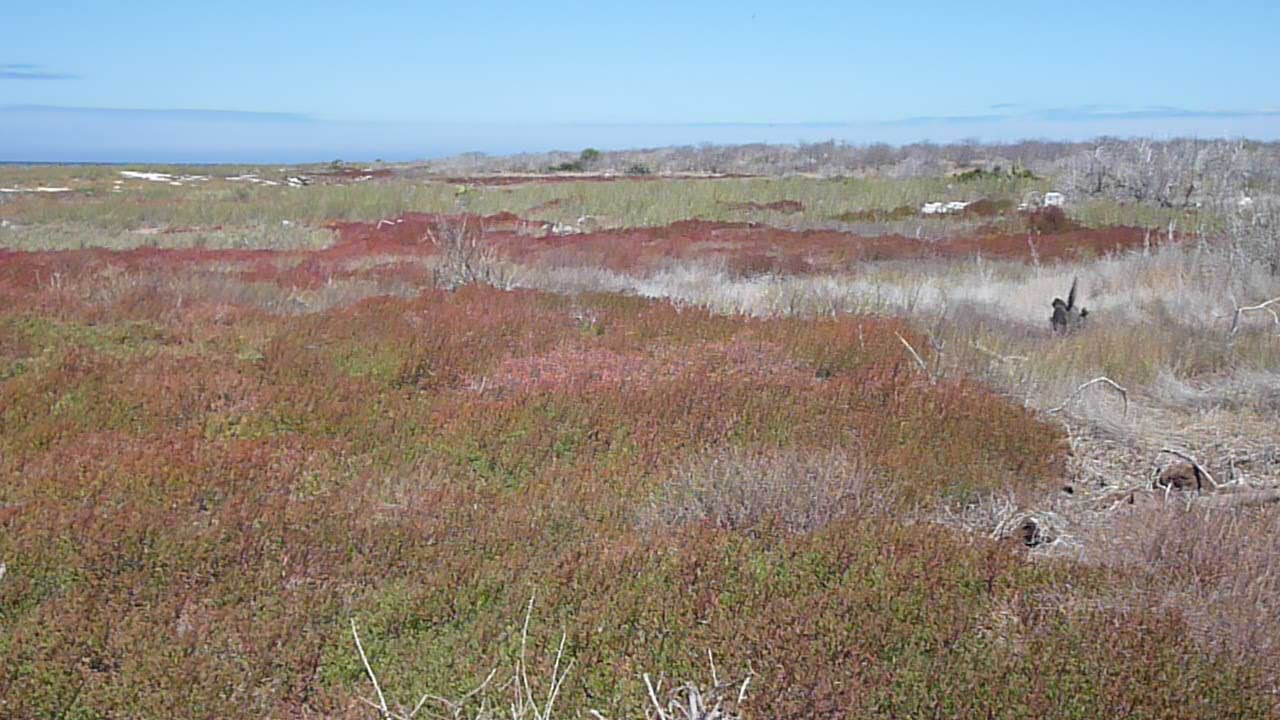
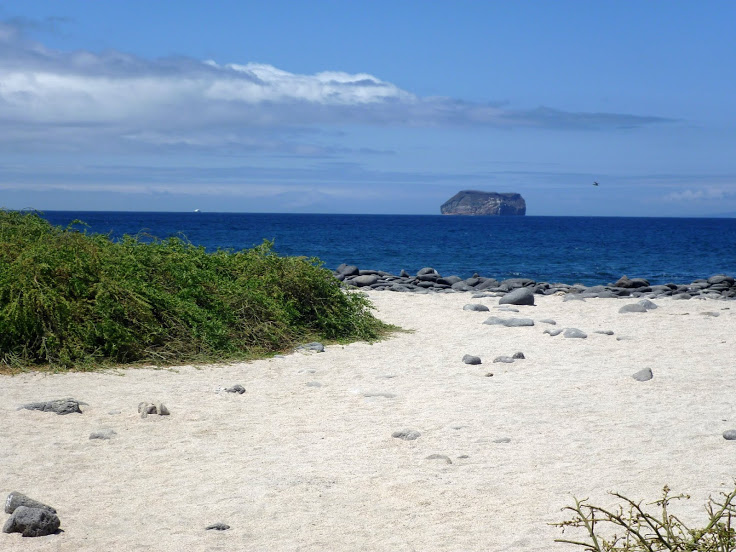
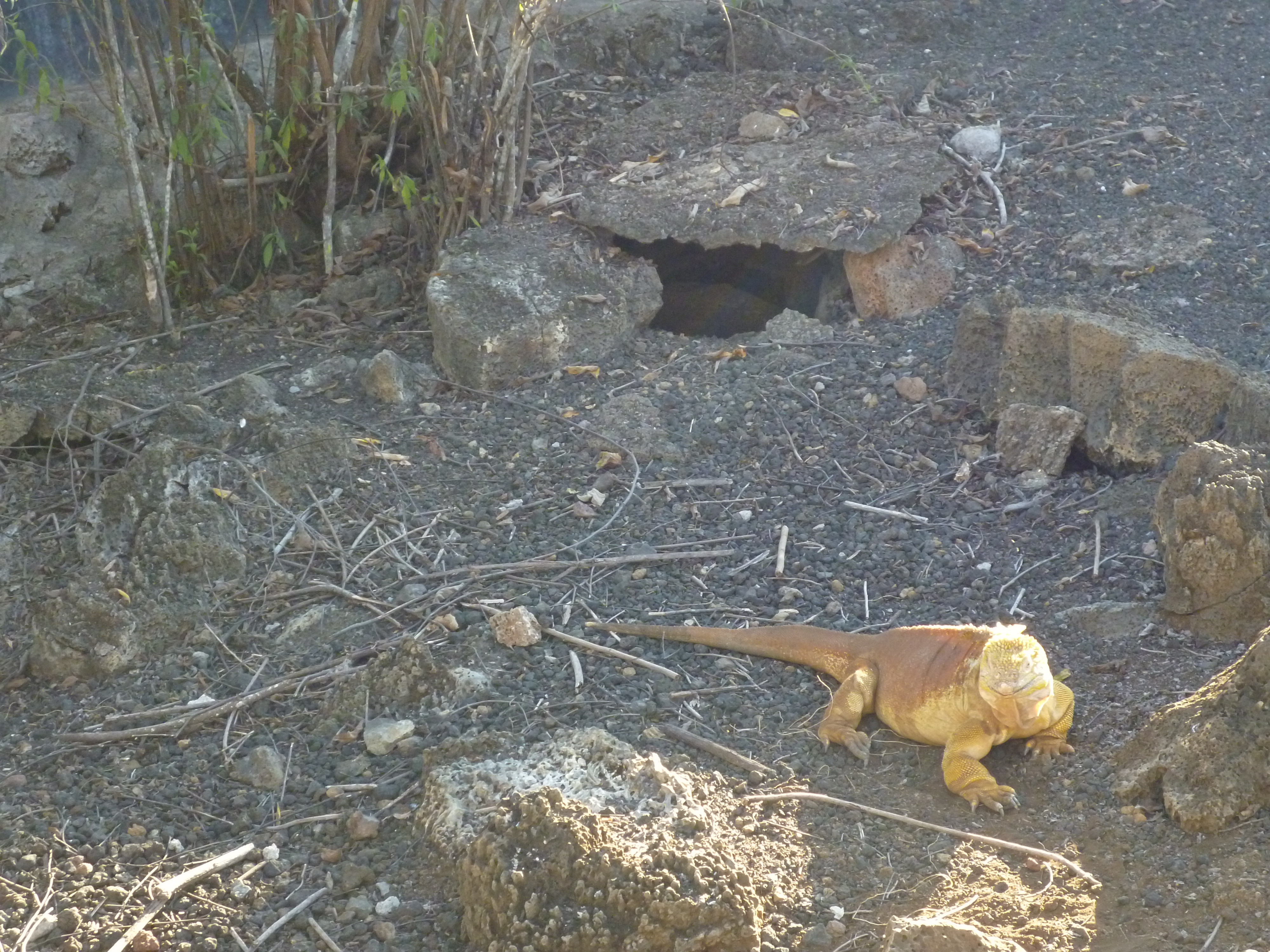
إغوانا صفراء اللونفي غالاباغوس في محطة تشالز داروين للأبحاث
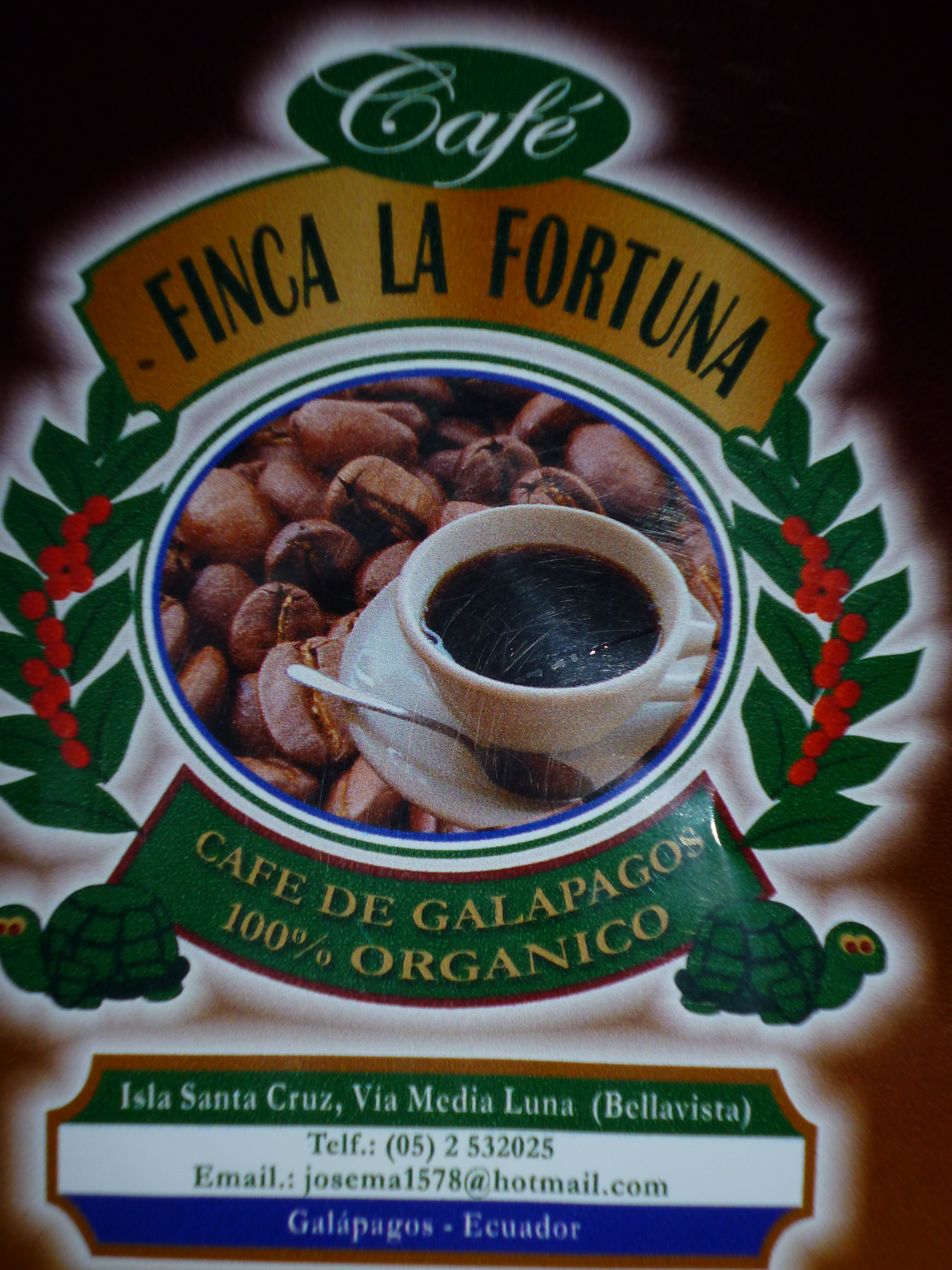
يتم زراعة بن غالاباغوس في الجزيرة وتصديره لجميع أنحاء العالم
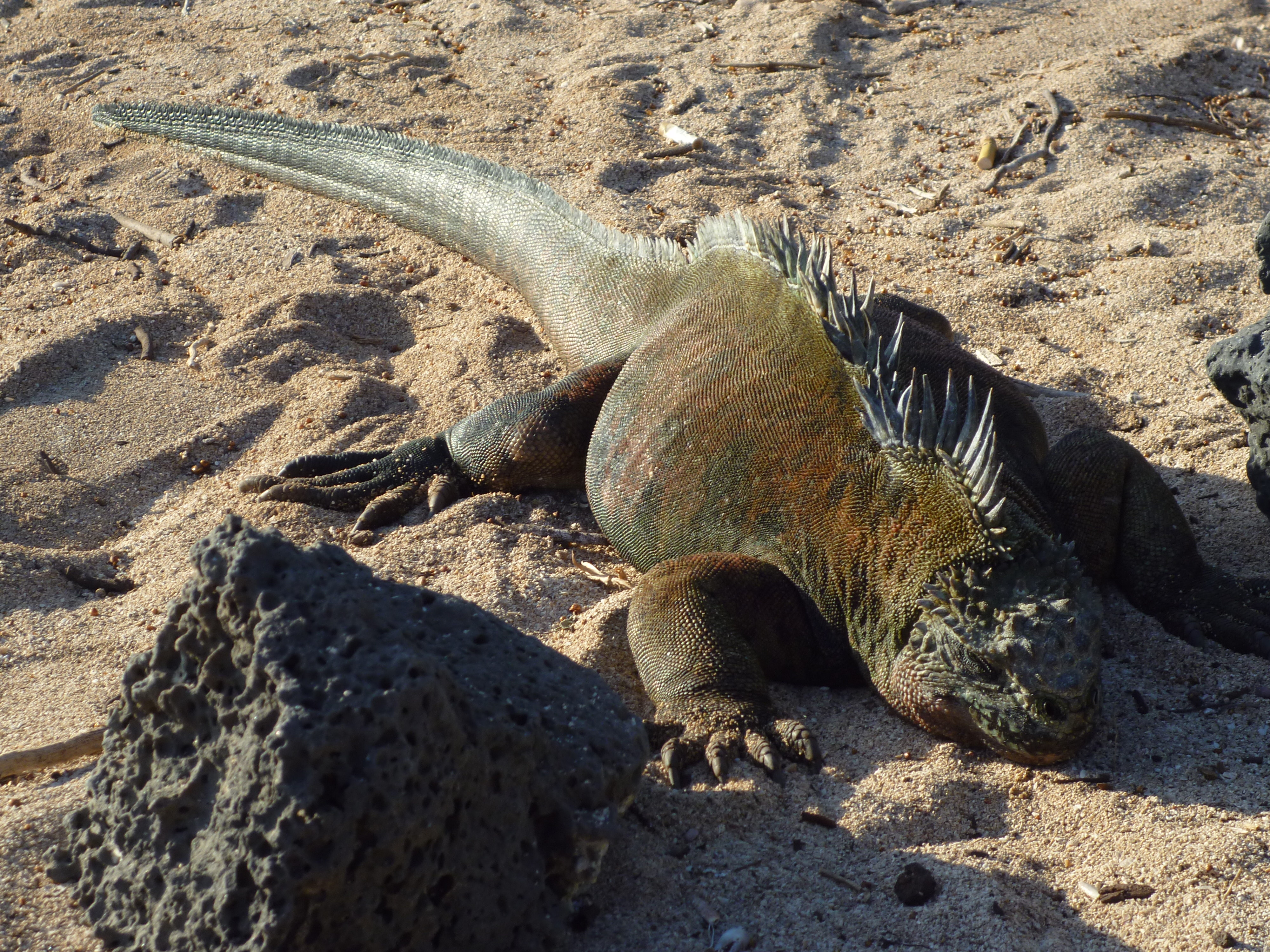
إغوانا على الشاطئ في محطة تشالز داروين للبحوث
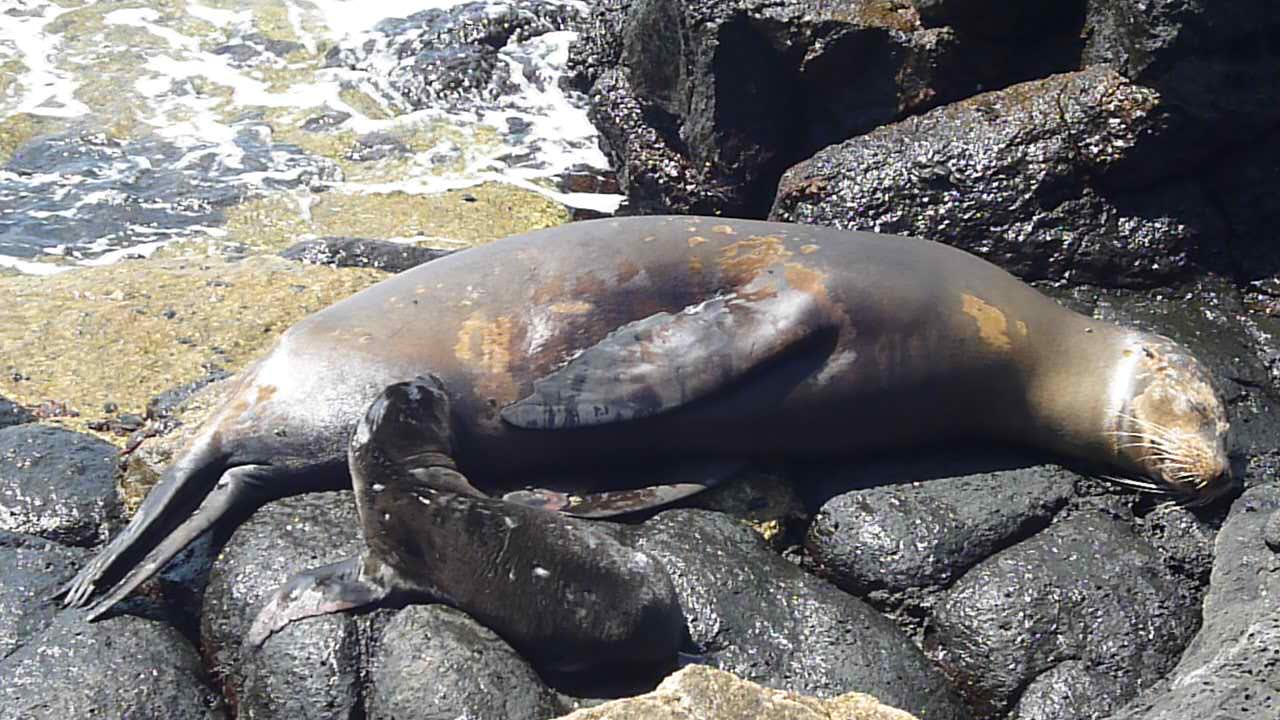
كلب البحر مع صغيره على جزيرة سيمور بغالاباغوس
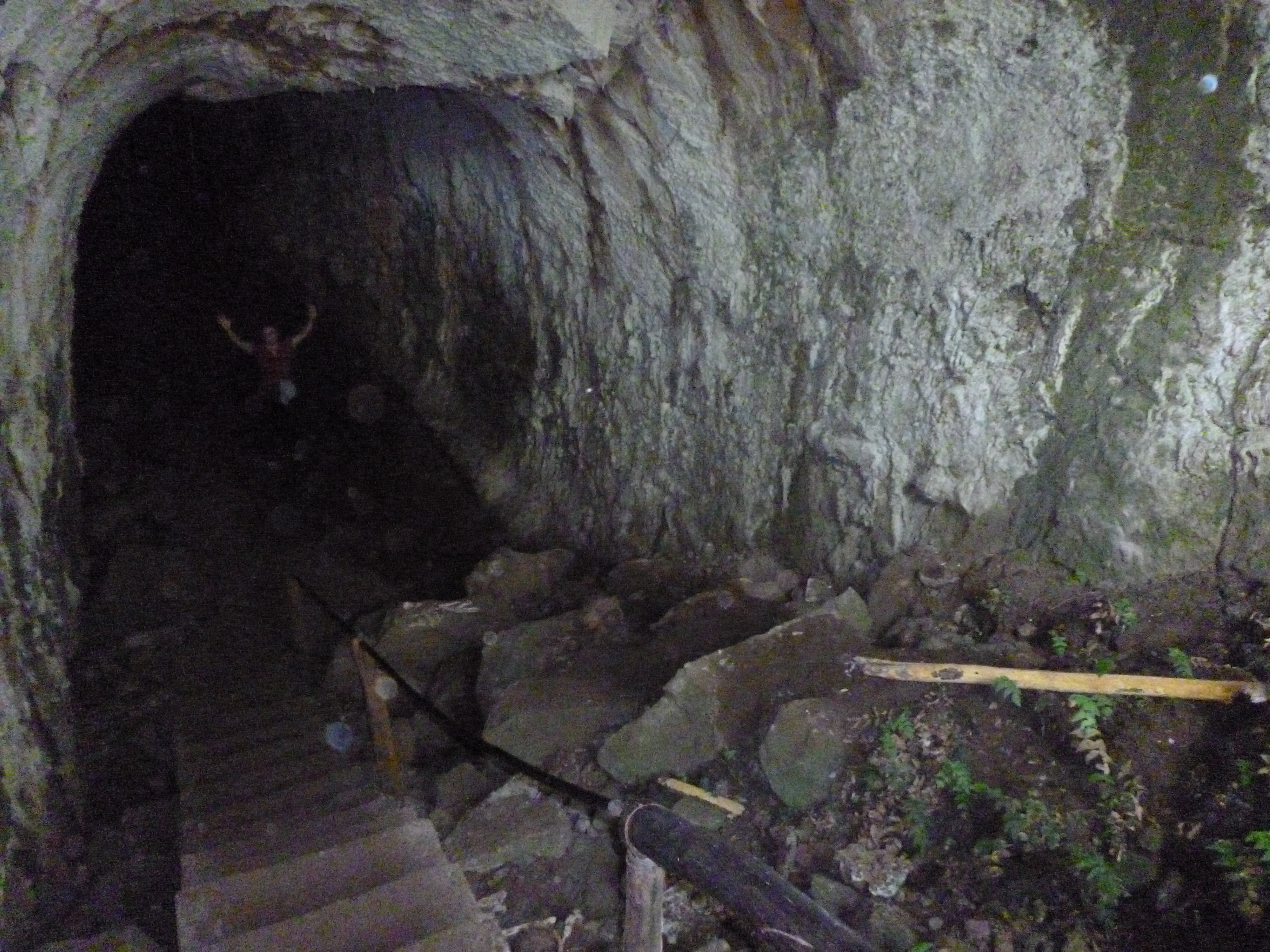
مدخل نفق الحمم البركانية على جزيرة سانتا كروز بغالاباغوس
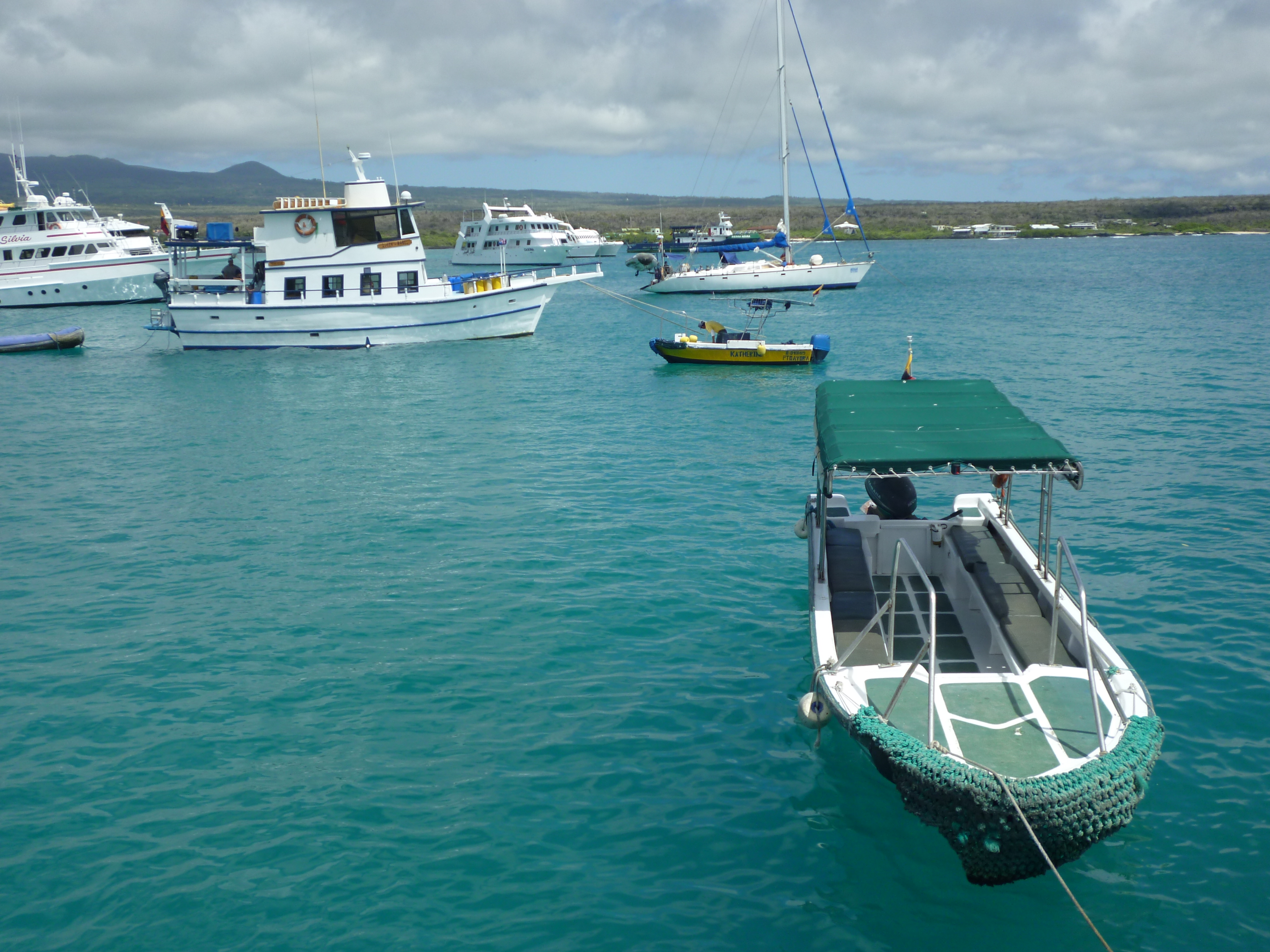
التاكسي المائي في بيورتو أيورا، غالاباغوس
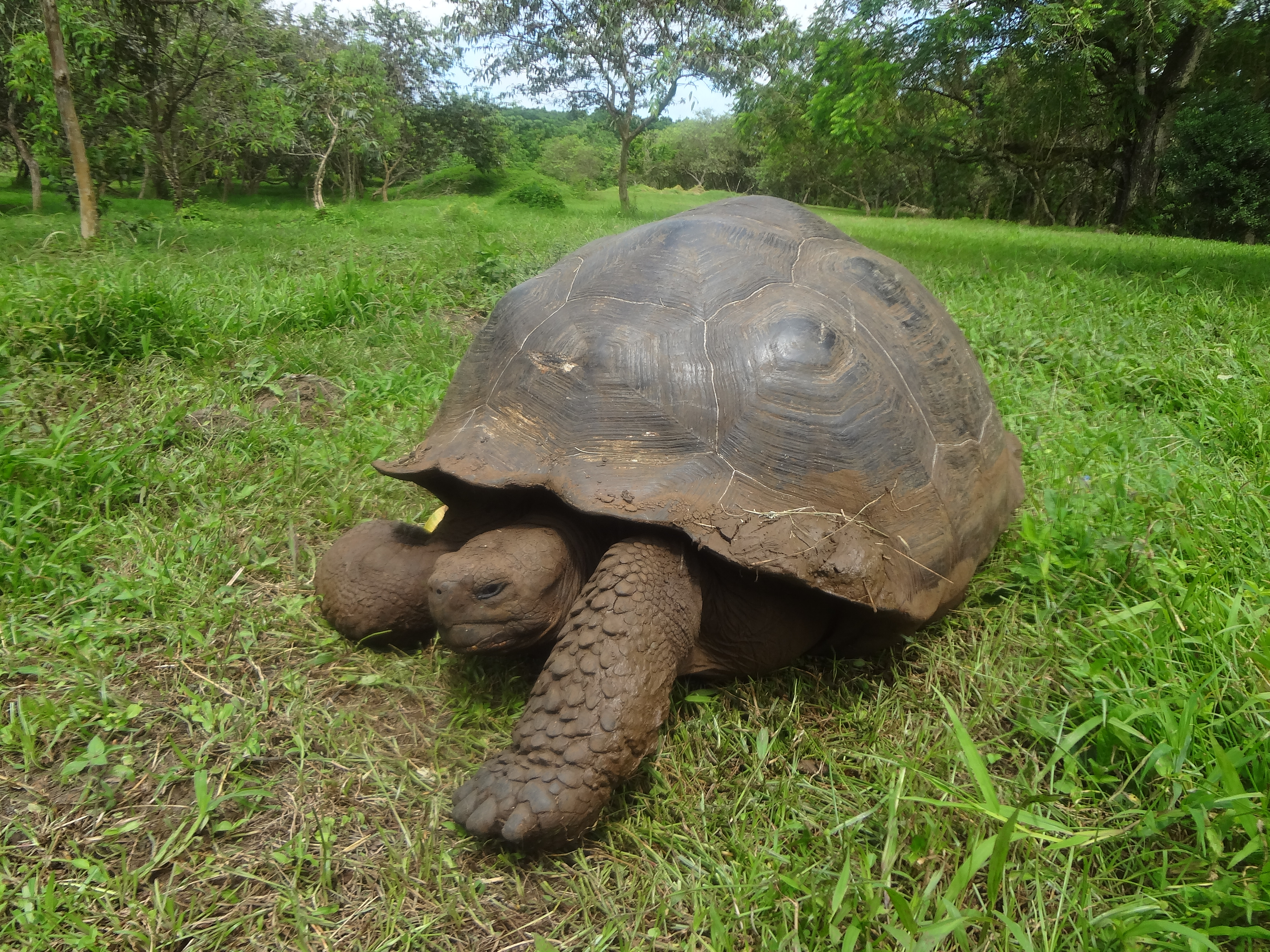
Galapagos tortoise
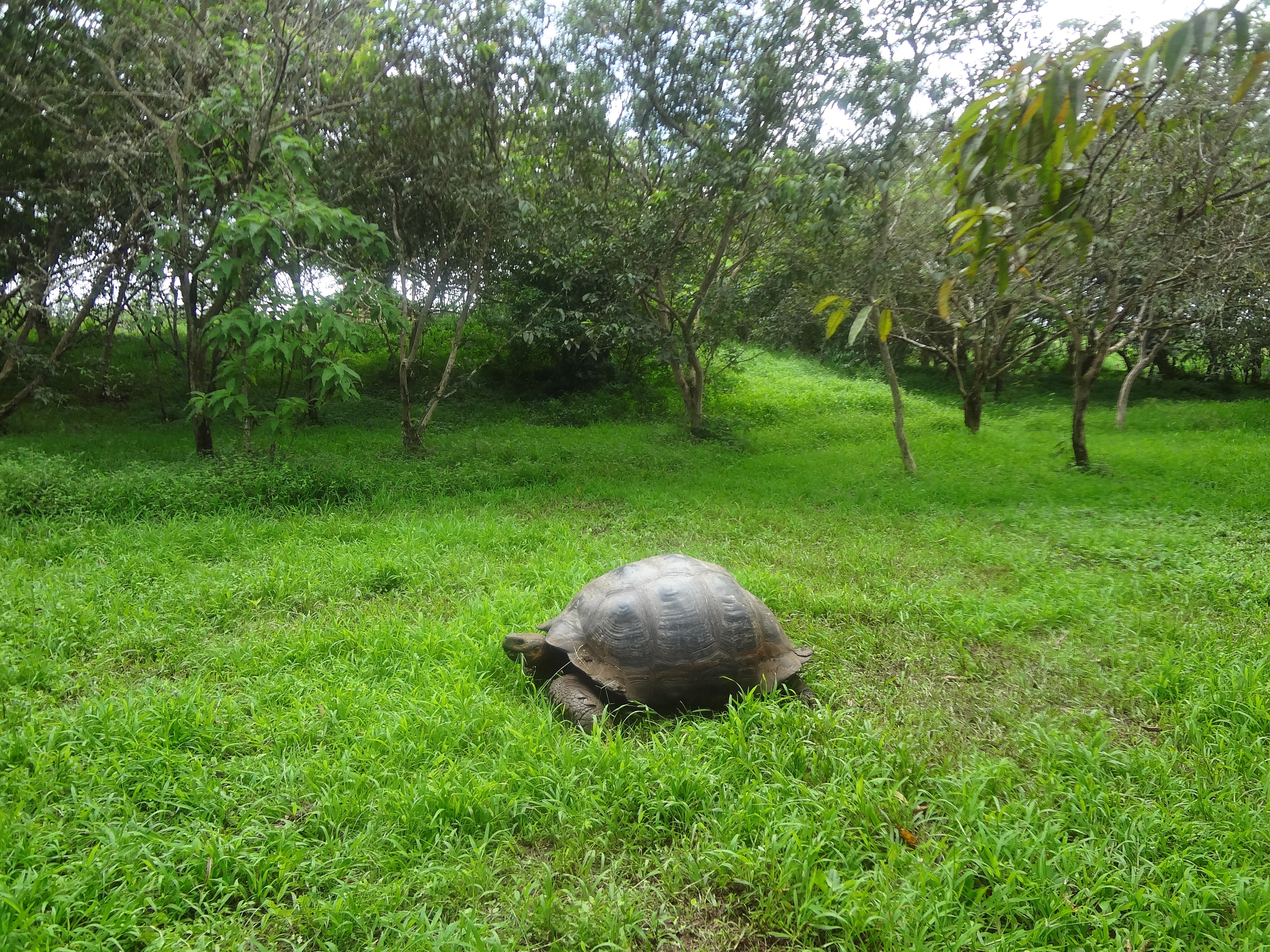
Galapagos tortoise
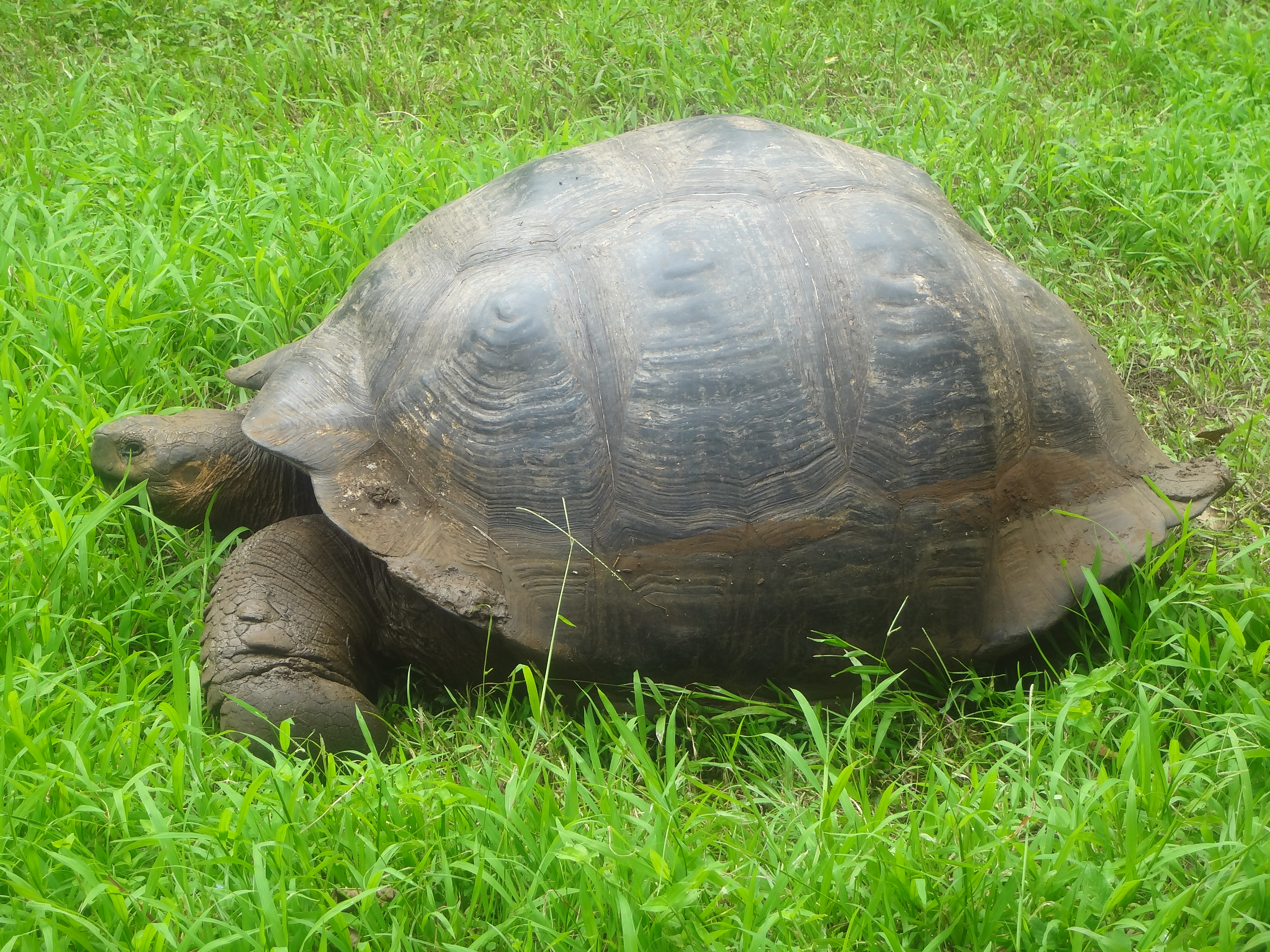
Galapagos tortoise
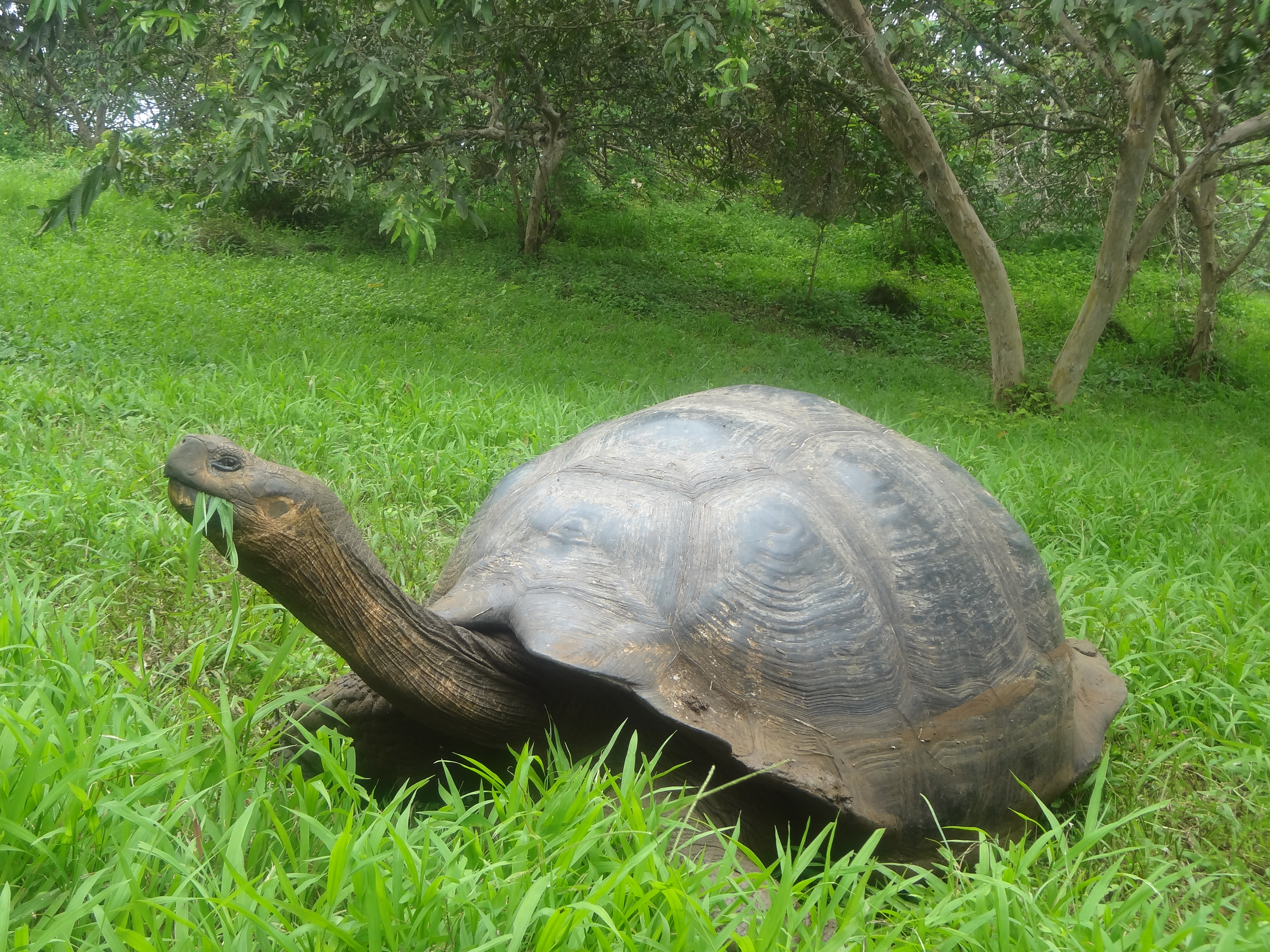
Galapagos tortoise
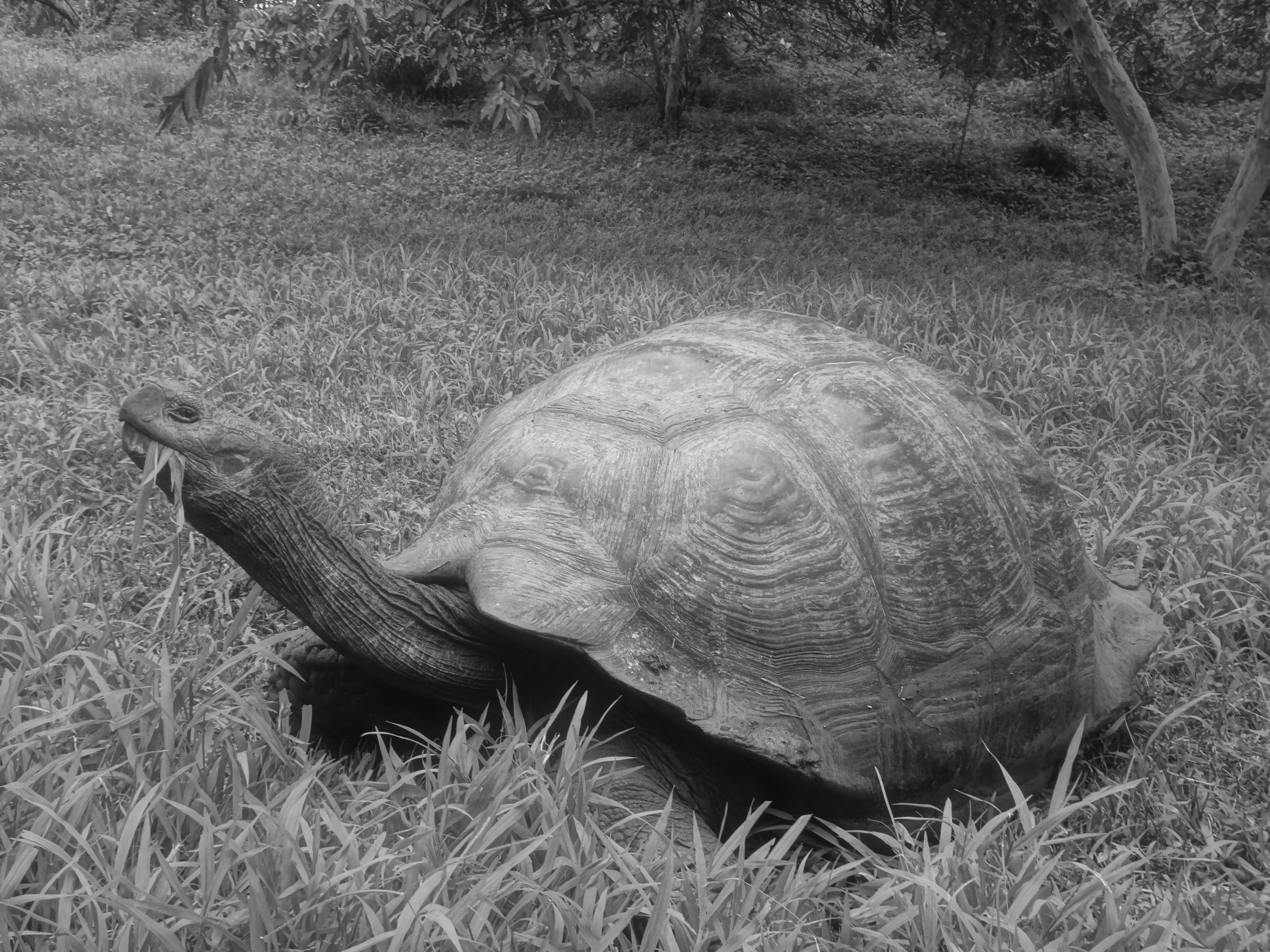
Galapagos tortoise
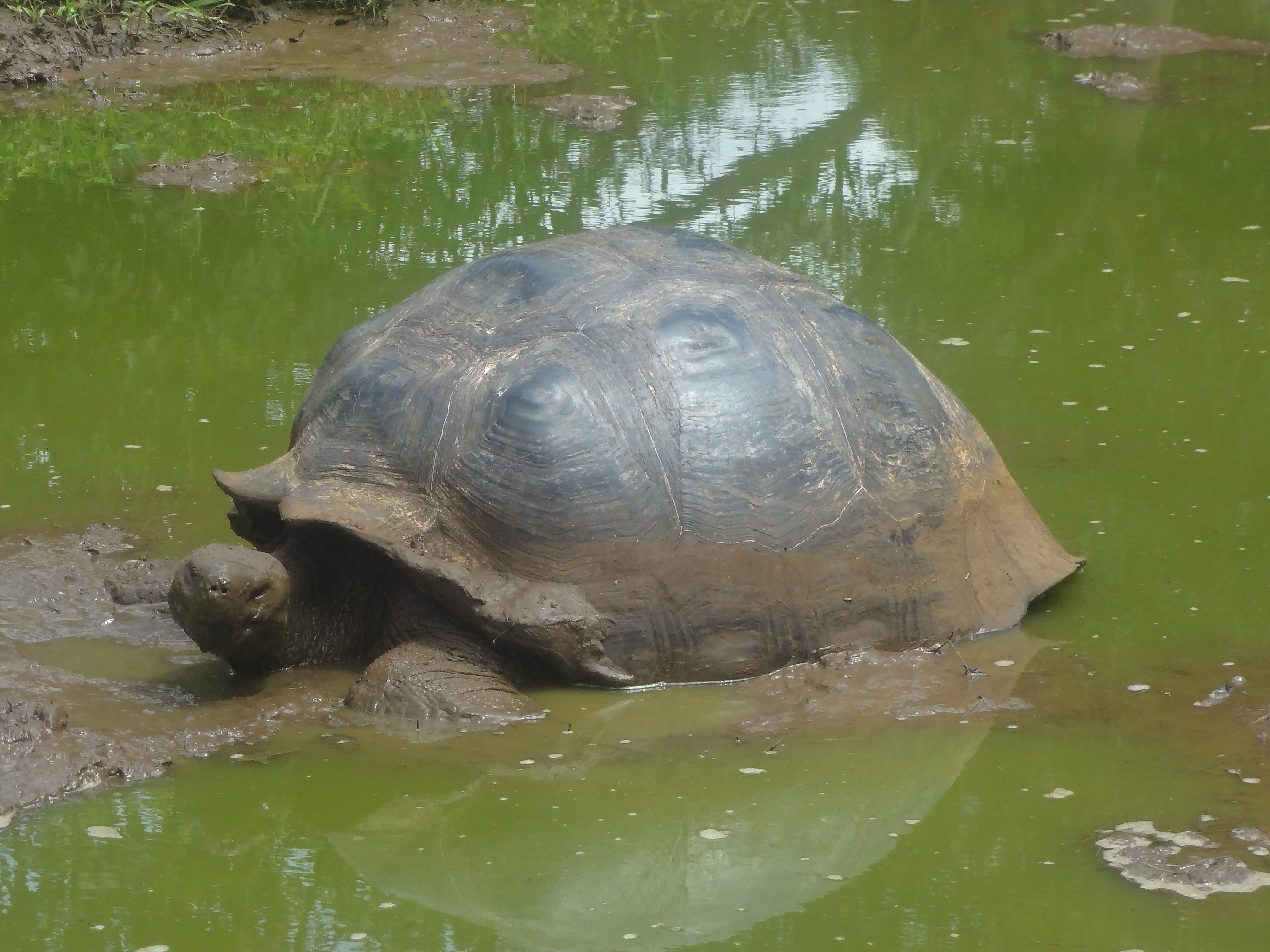
Galapagos tortoise
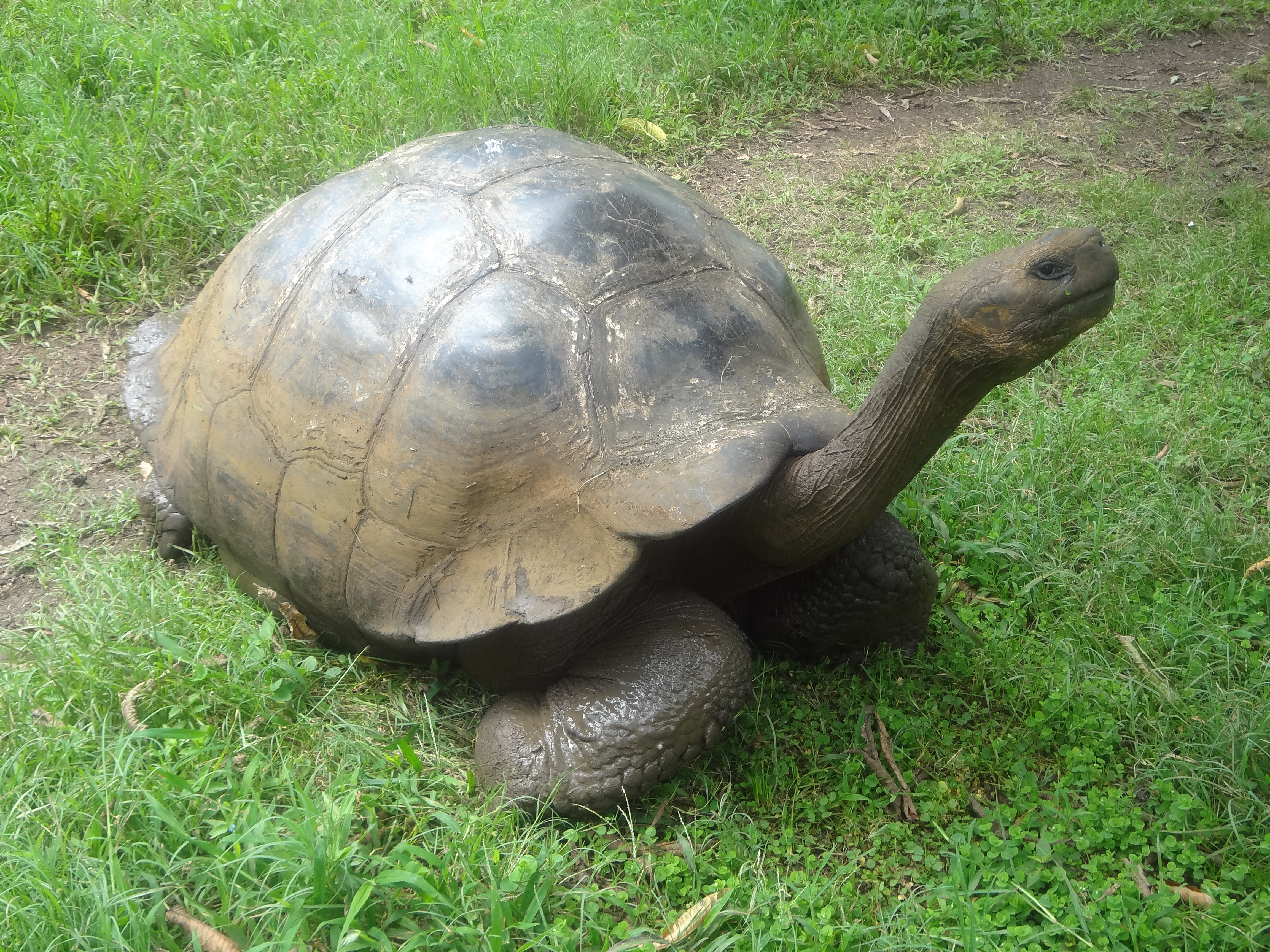
Galapagos tortoise
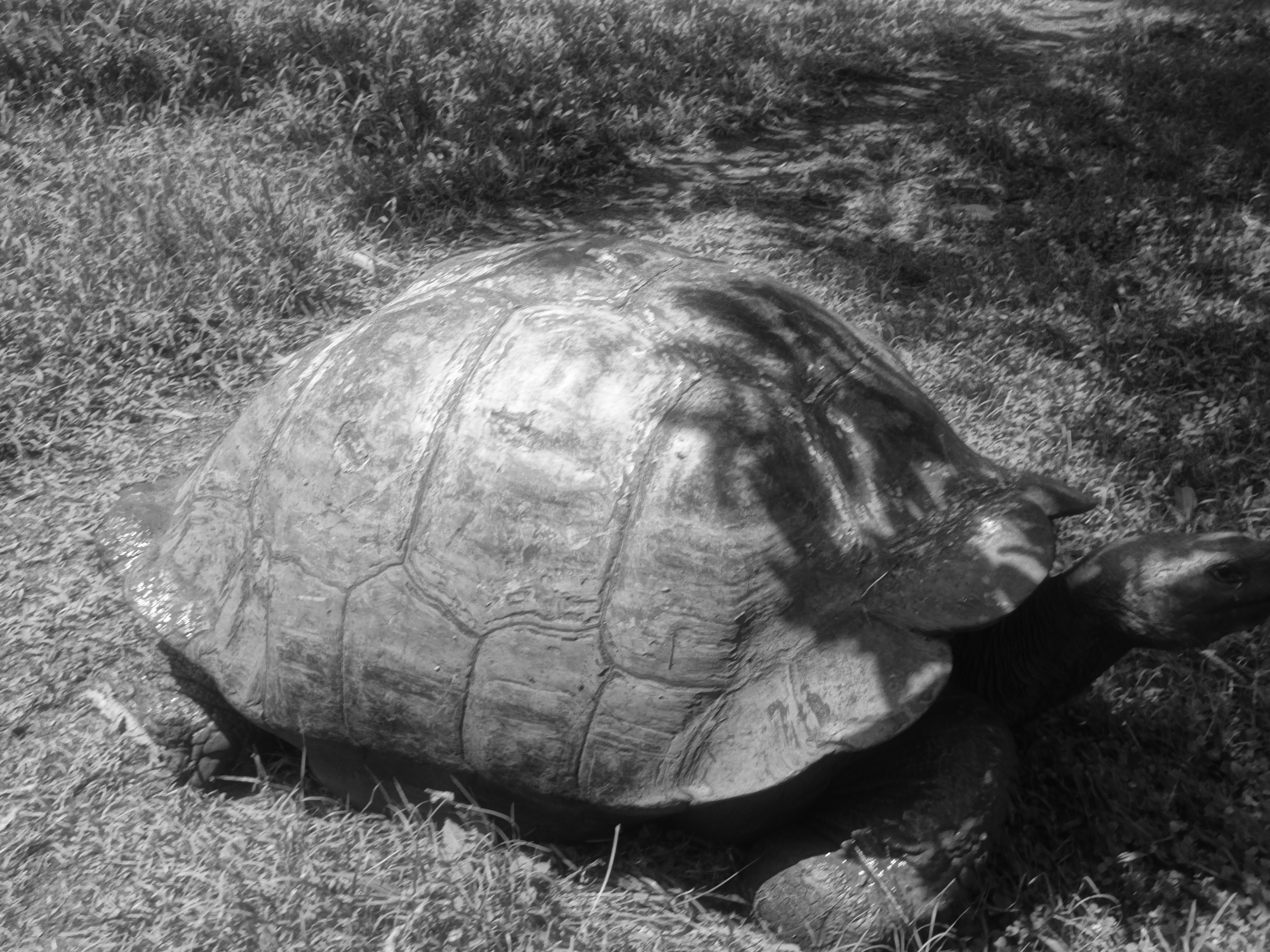
Galapagos tortoise
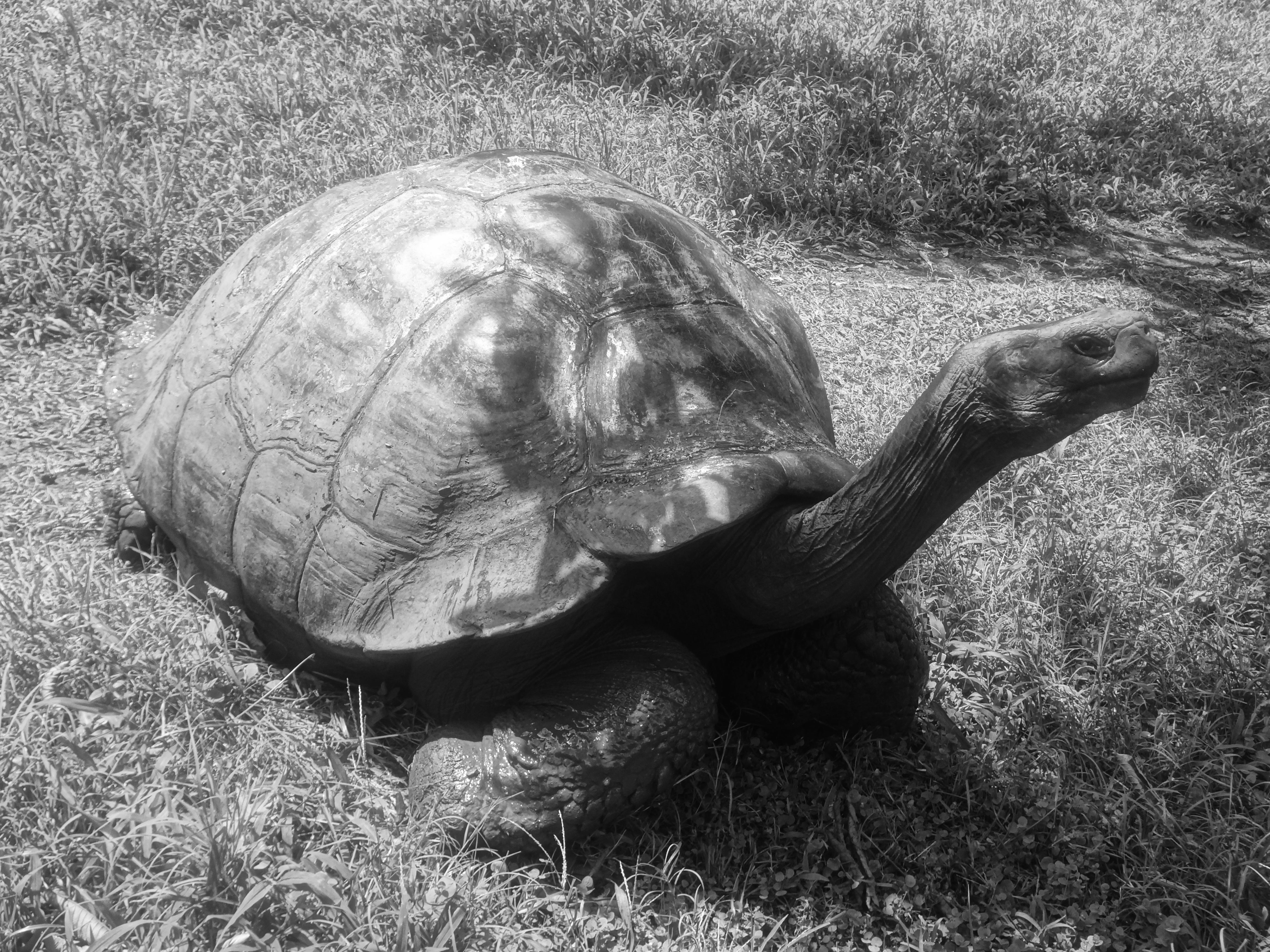
Galapagos tortoise
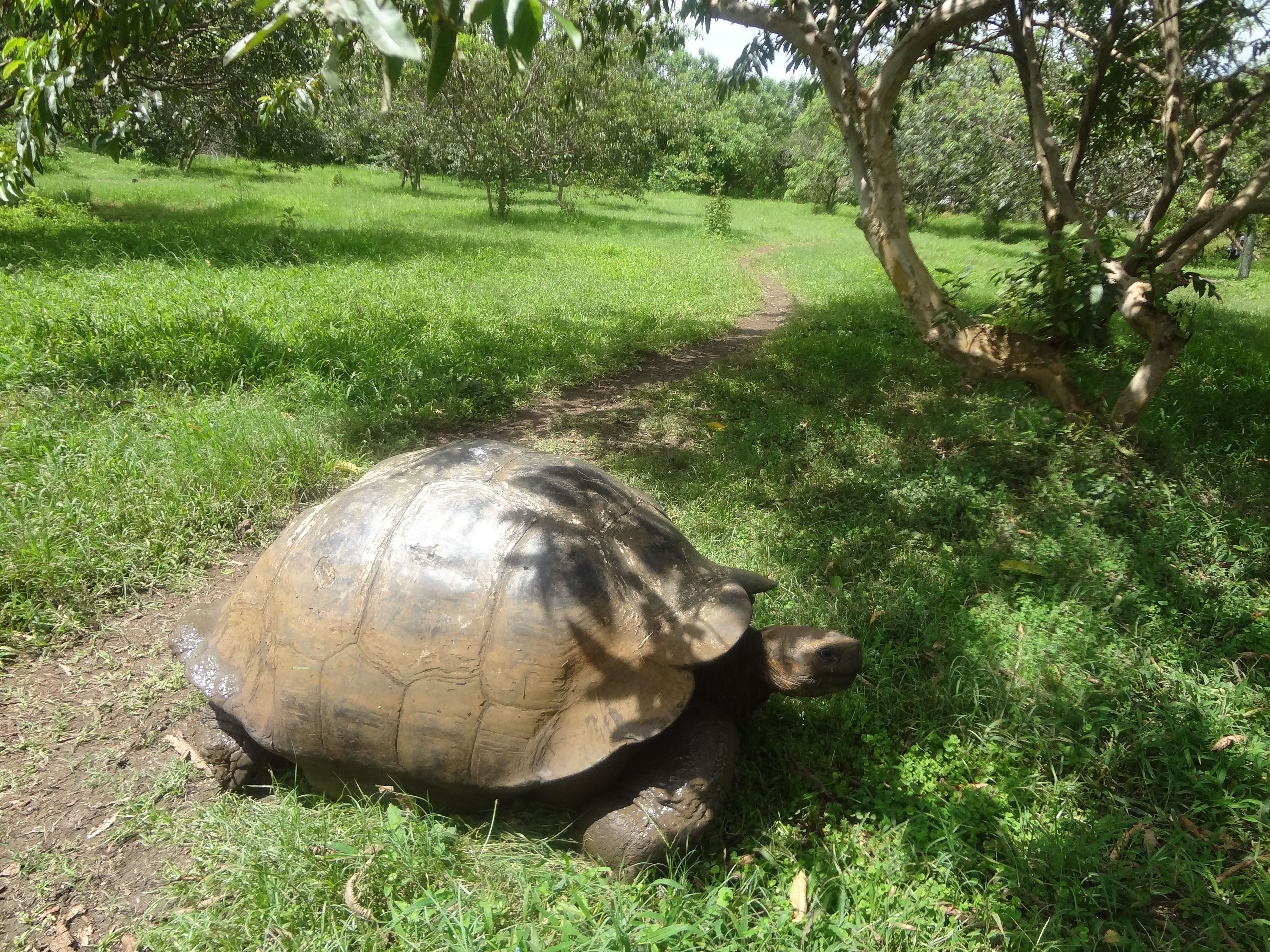
Galapagos tortoise
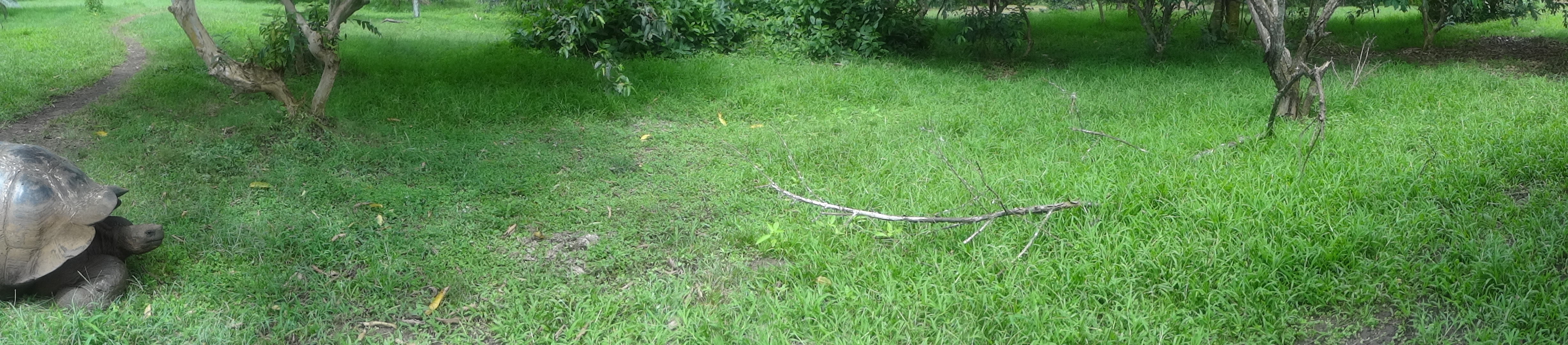
Galapagos tortoise
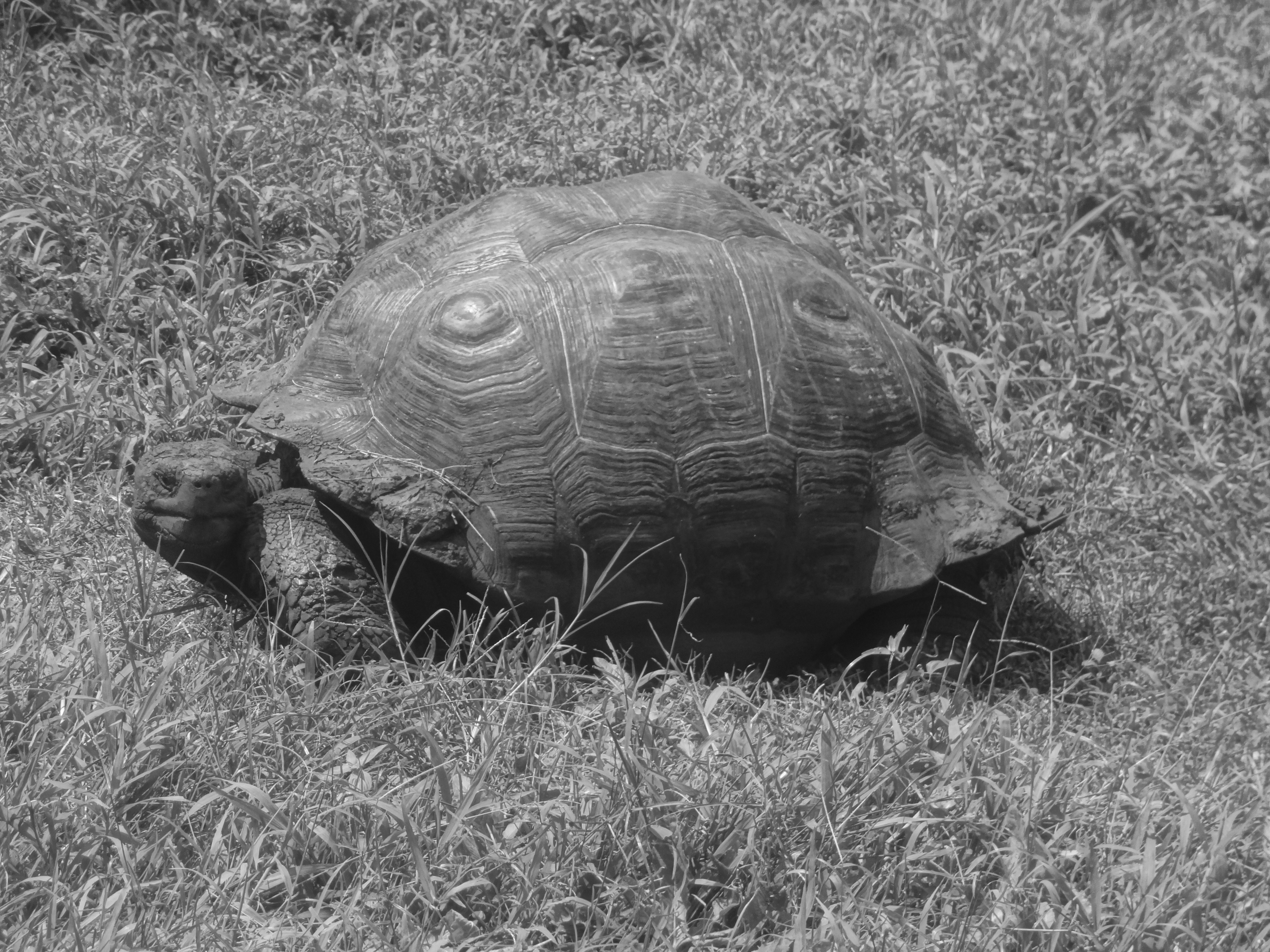
Galapagos tortoise
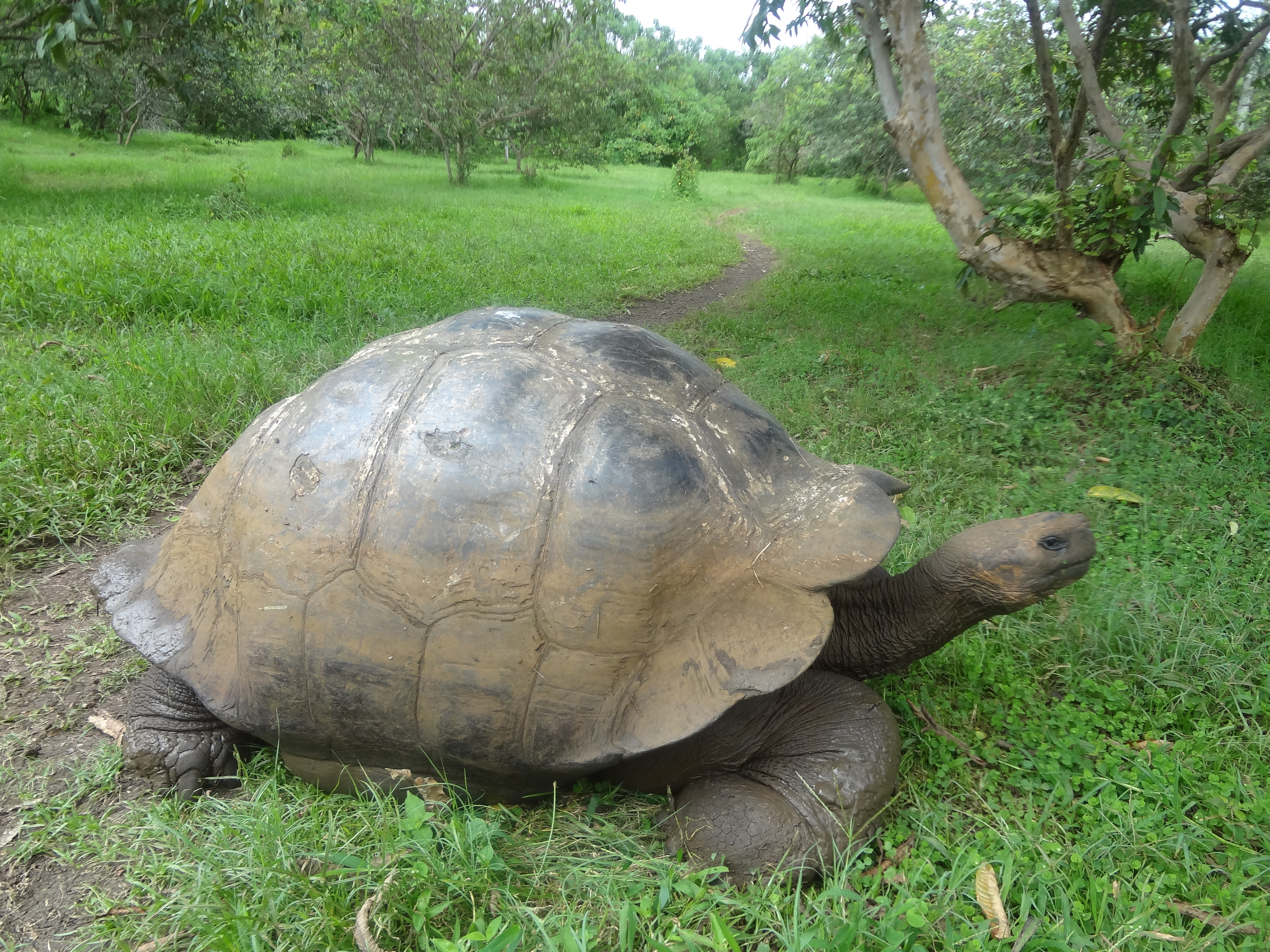
Galapagos tortoise
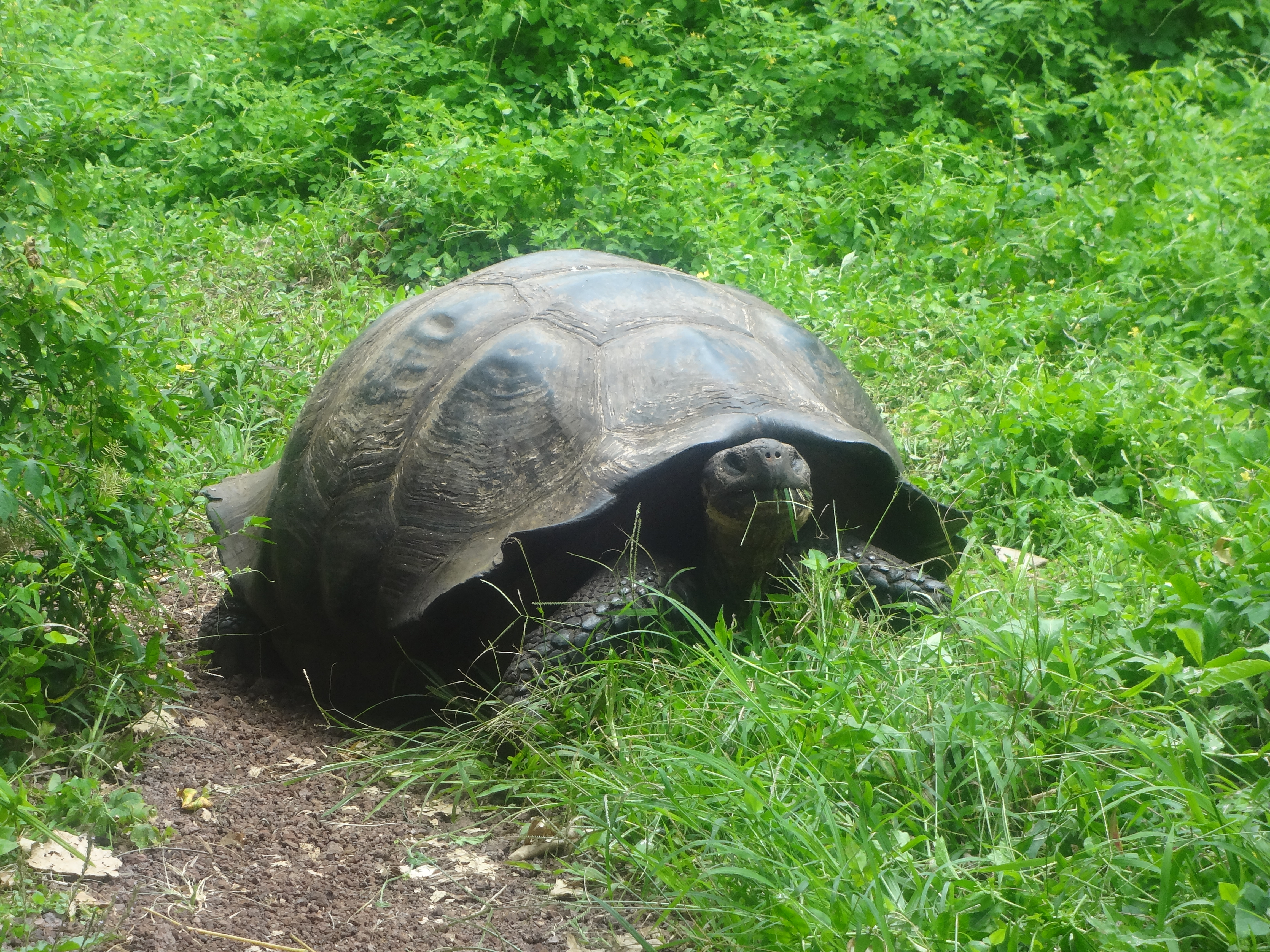
Galapagos tortoise
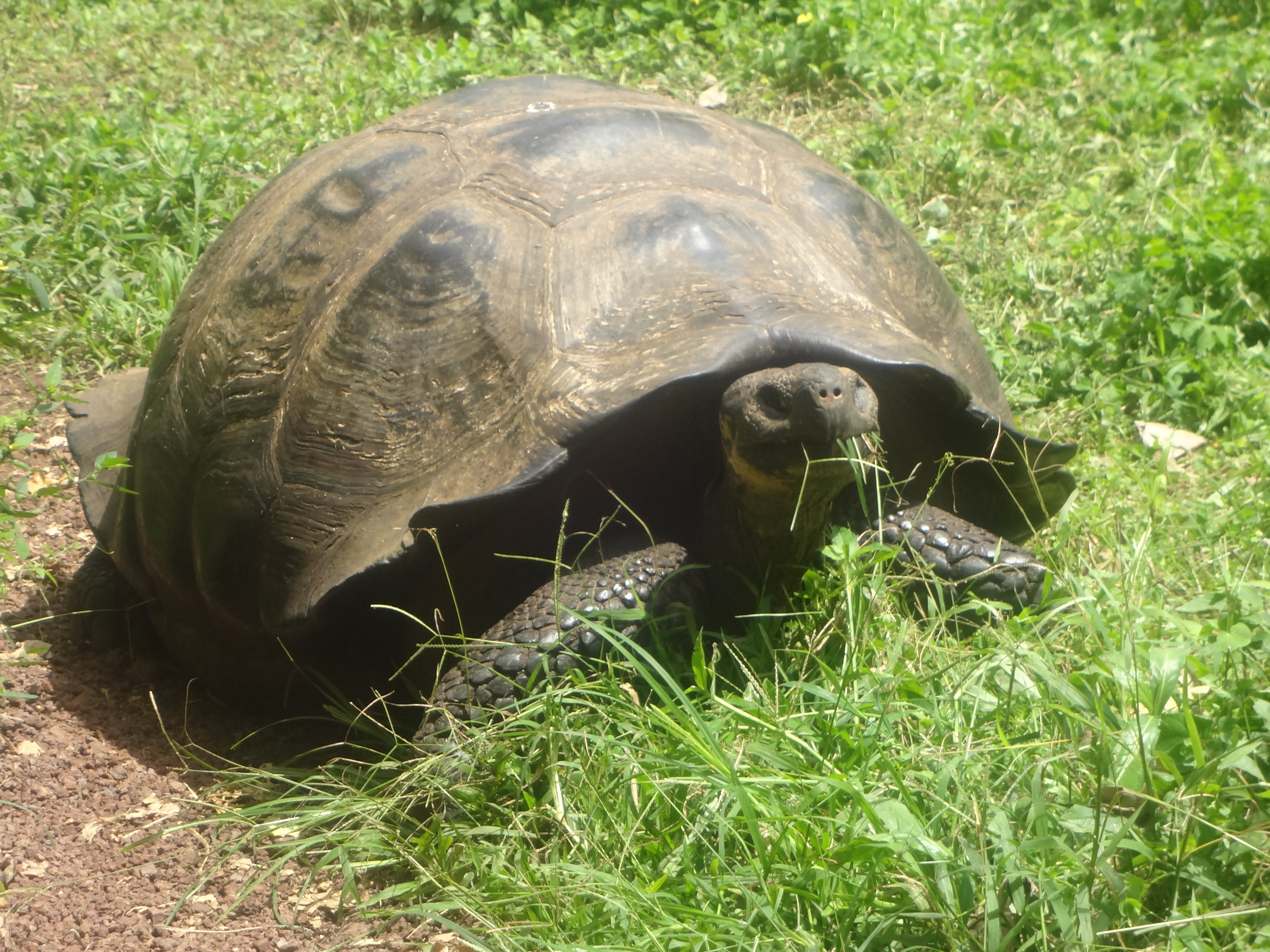
Galapagos tortoise
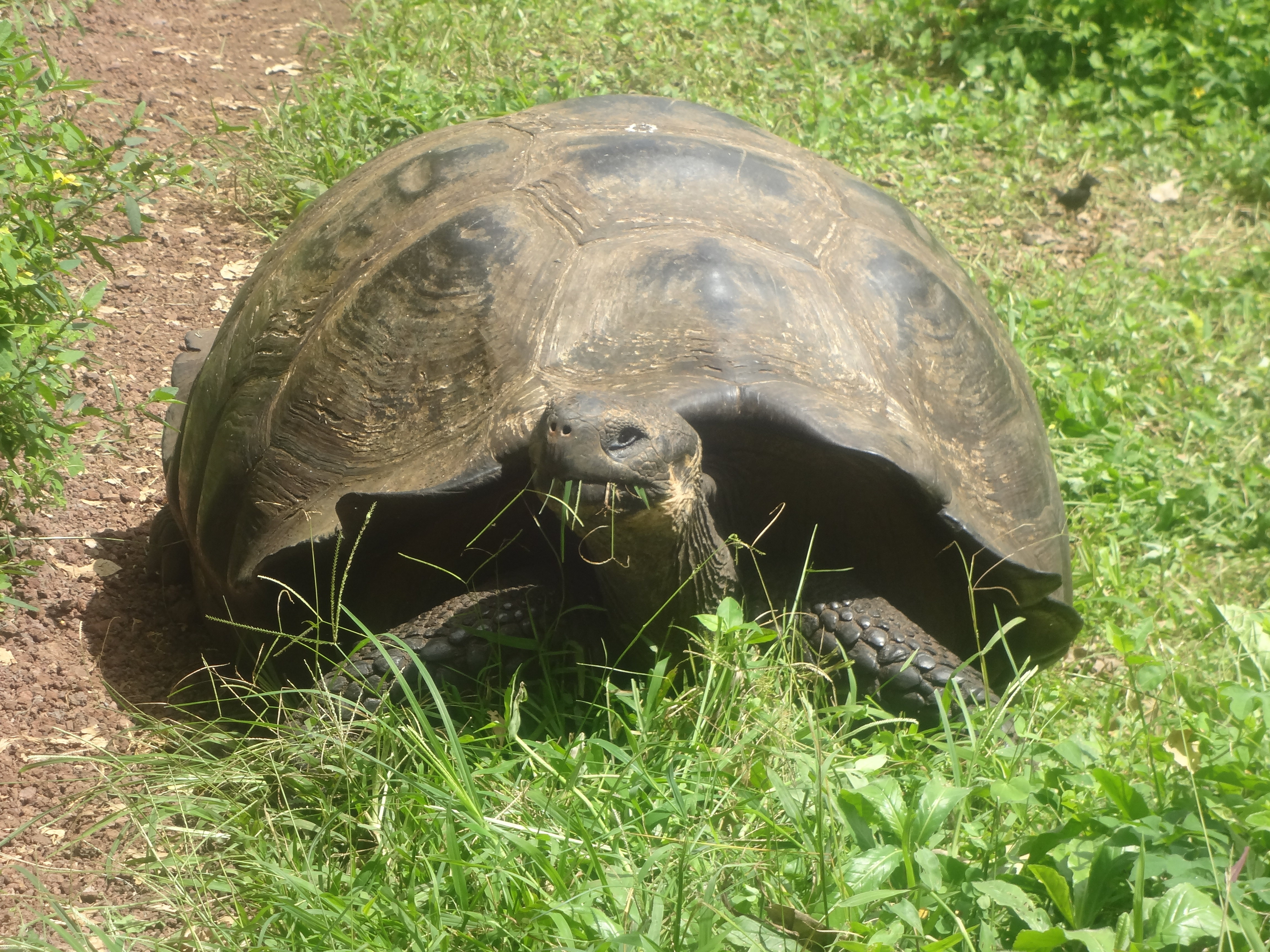
Galapagos tortoise
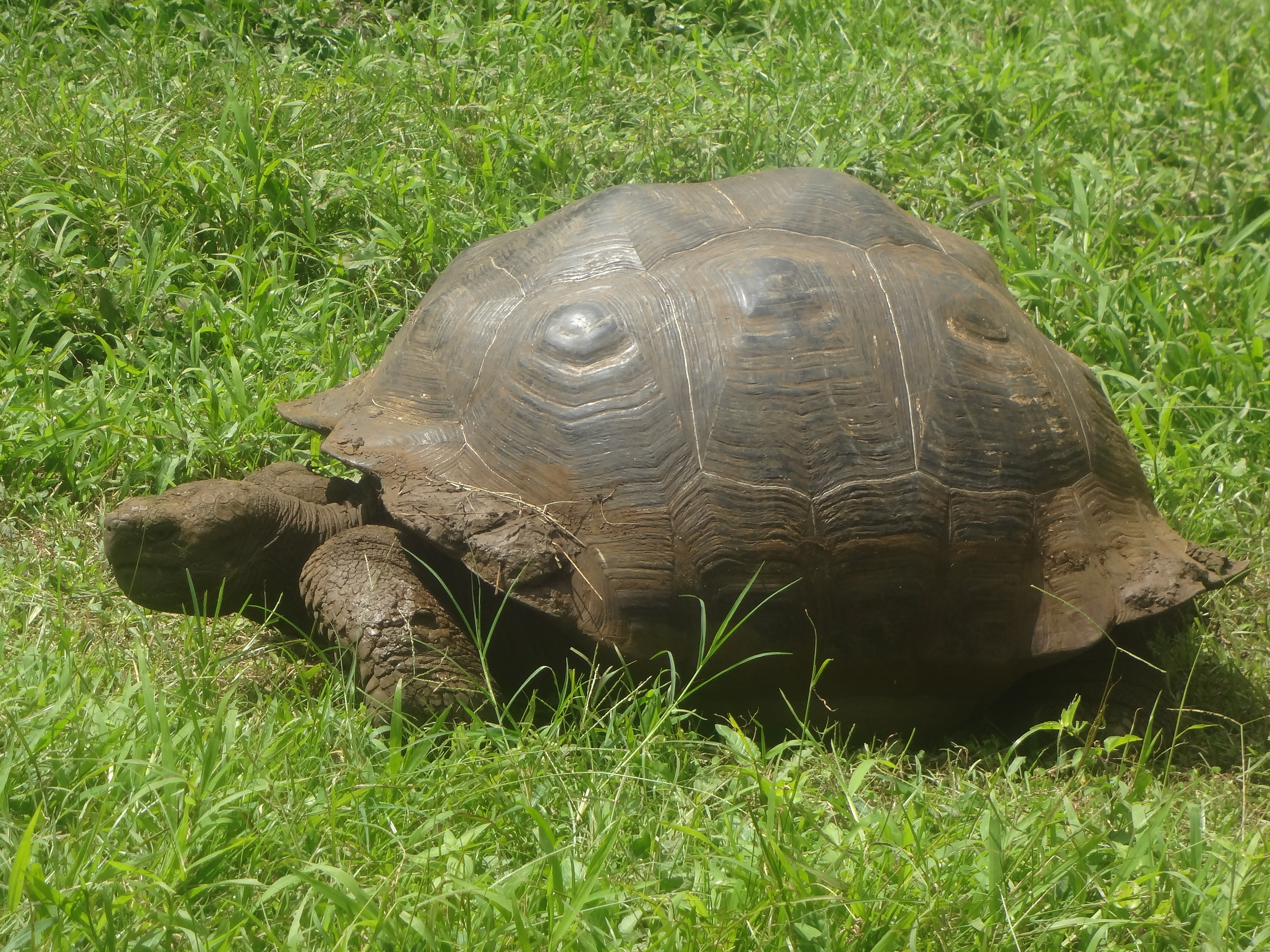
Galapagos tortoise
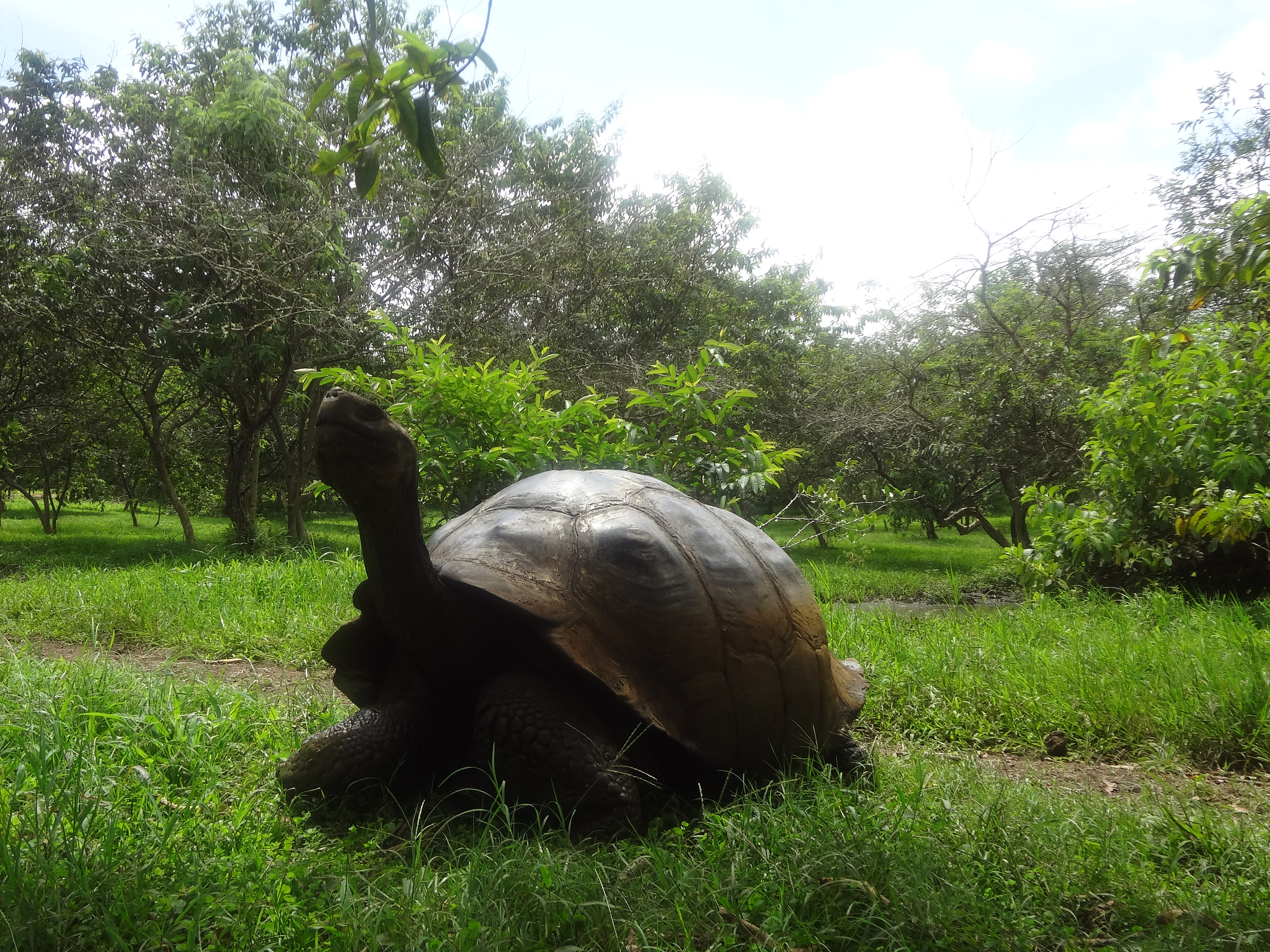
Galapagos tortoise
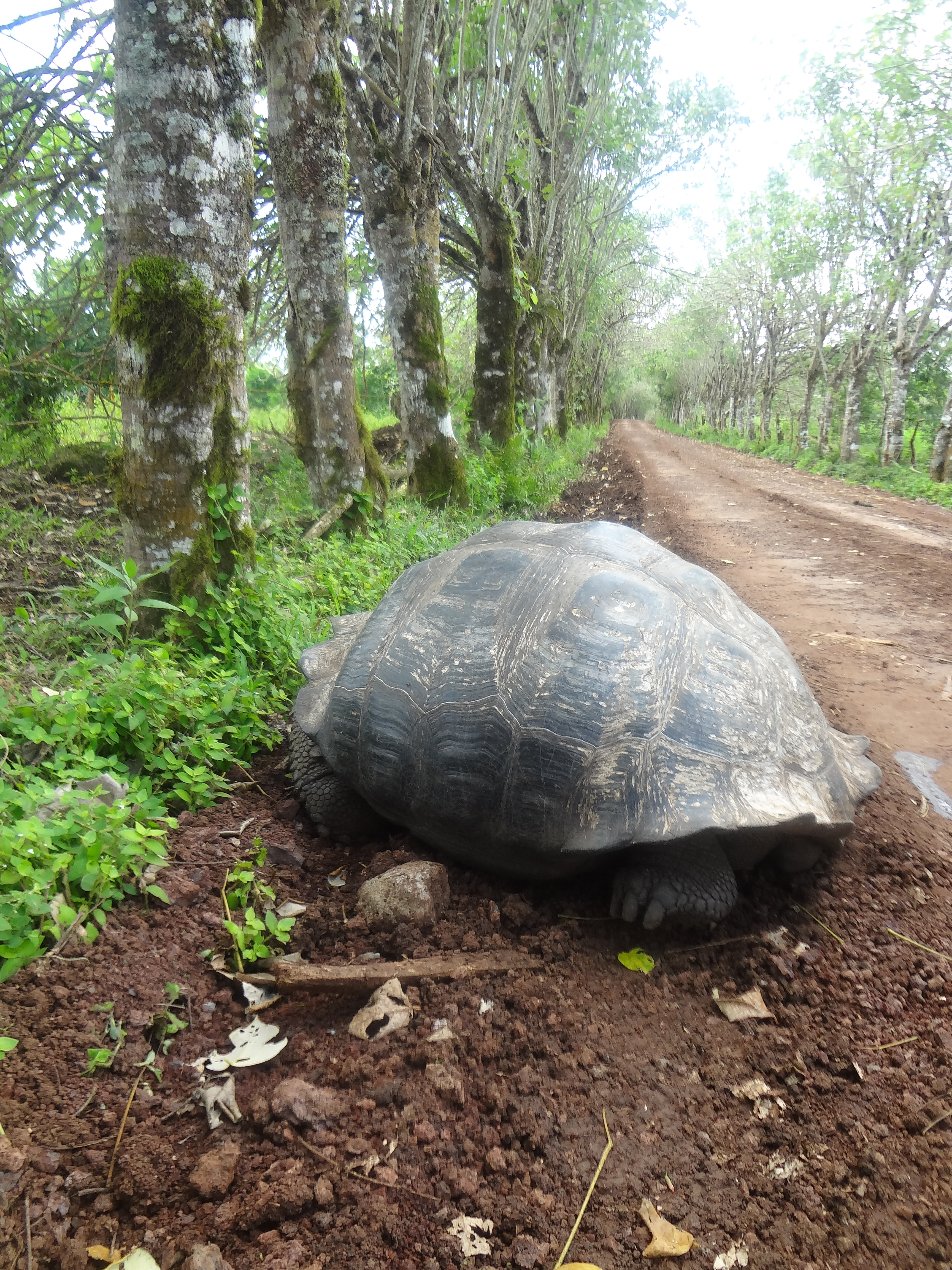
Galapagos tortoise
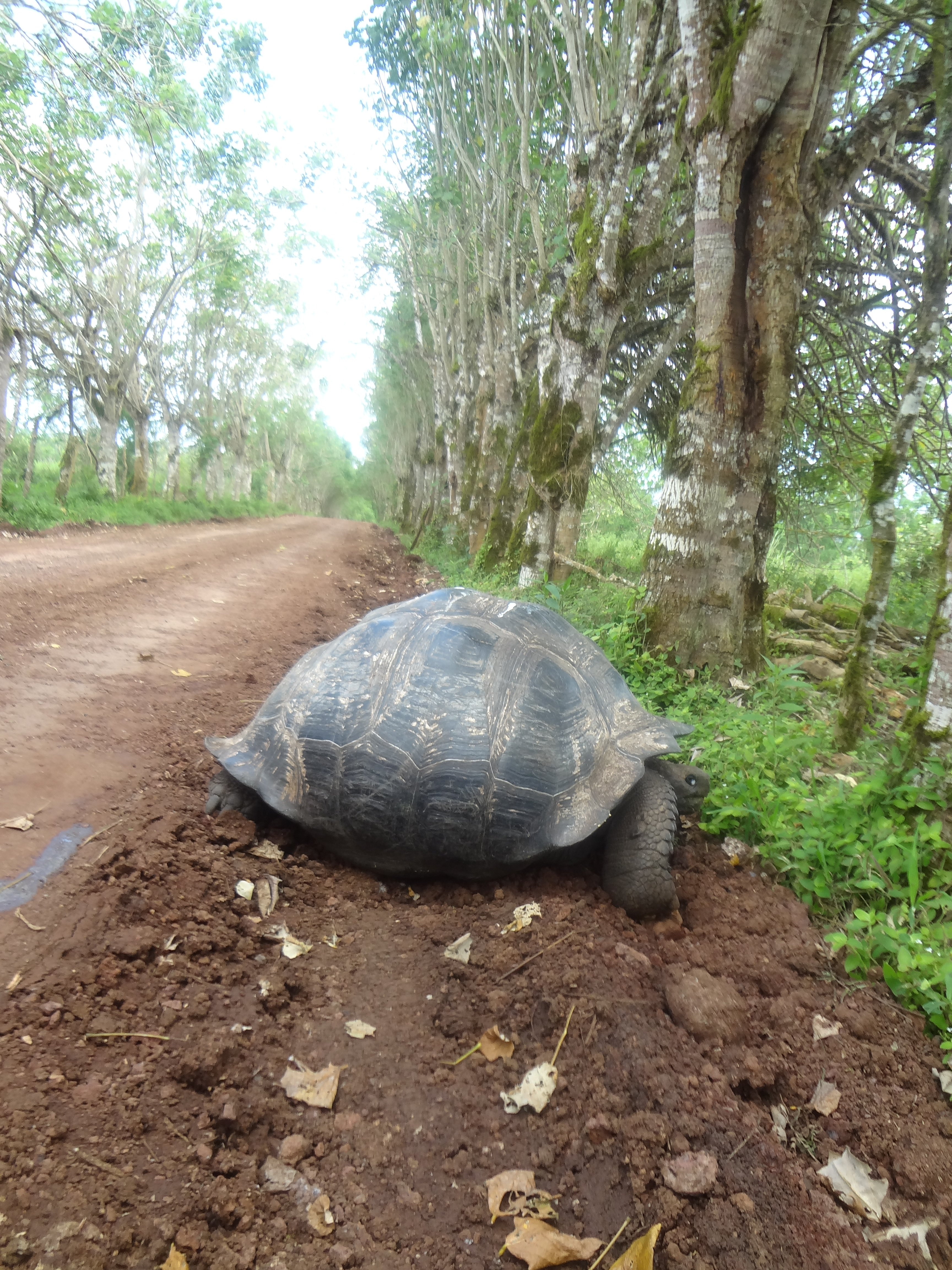
Galapagos tortoise
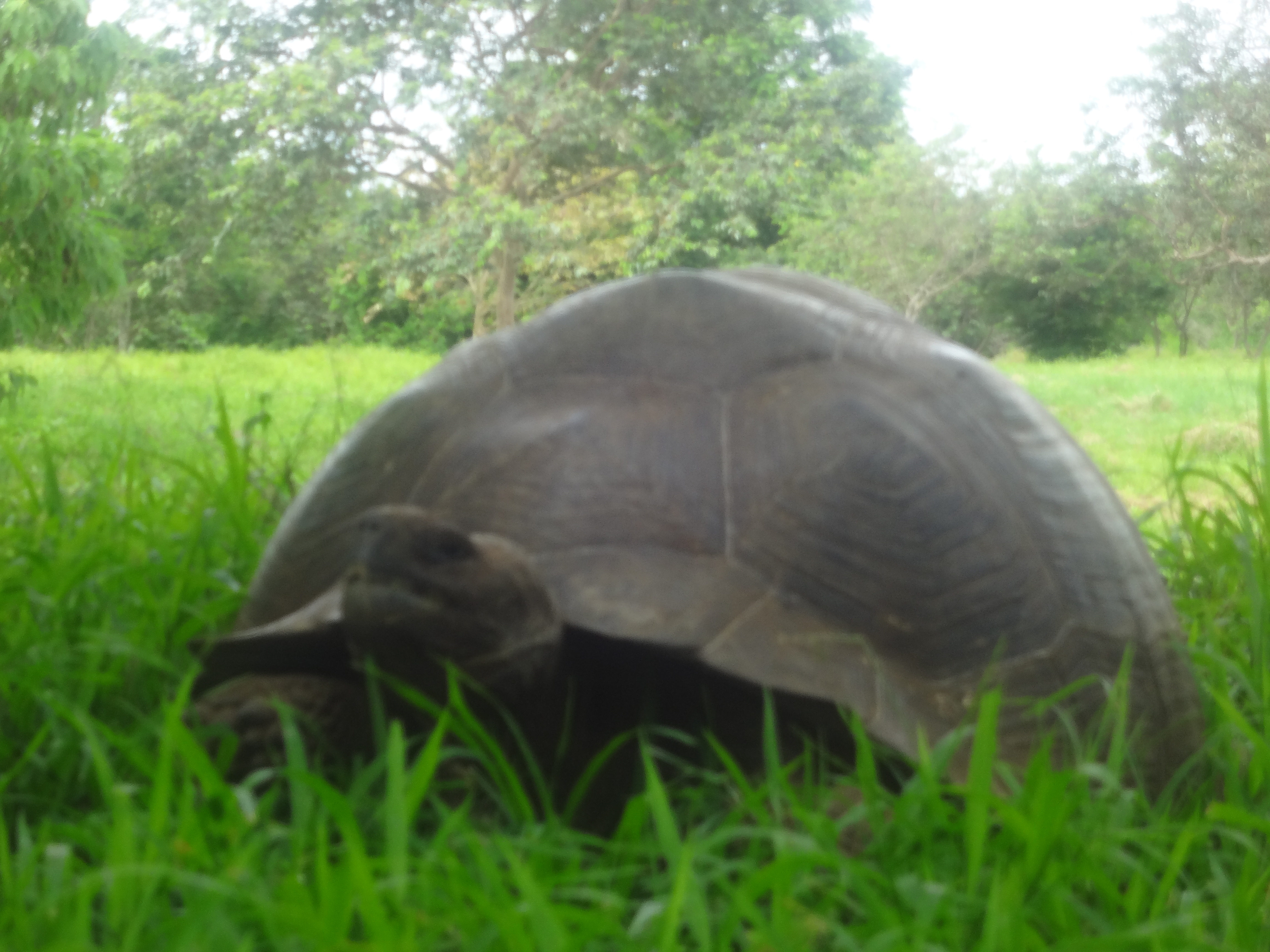
Galapagos tortoise
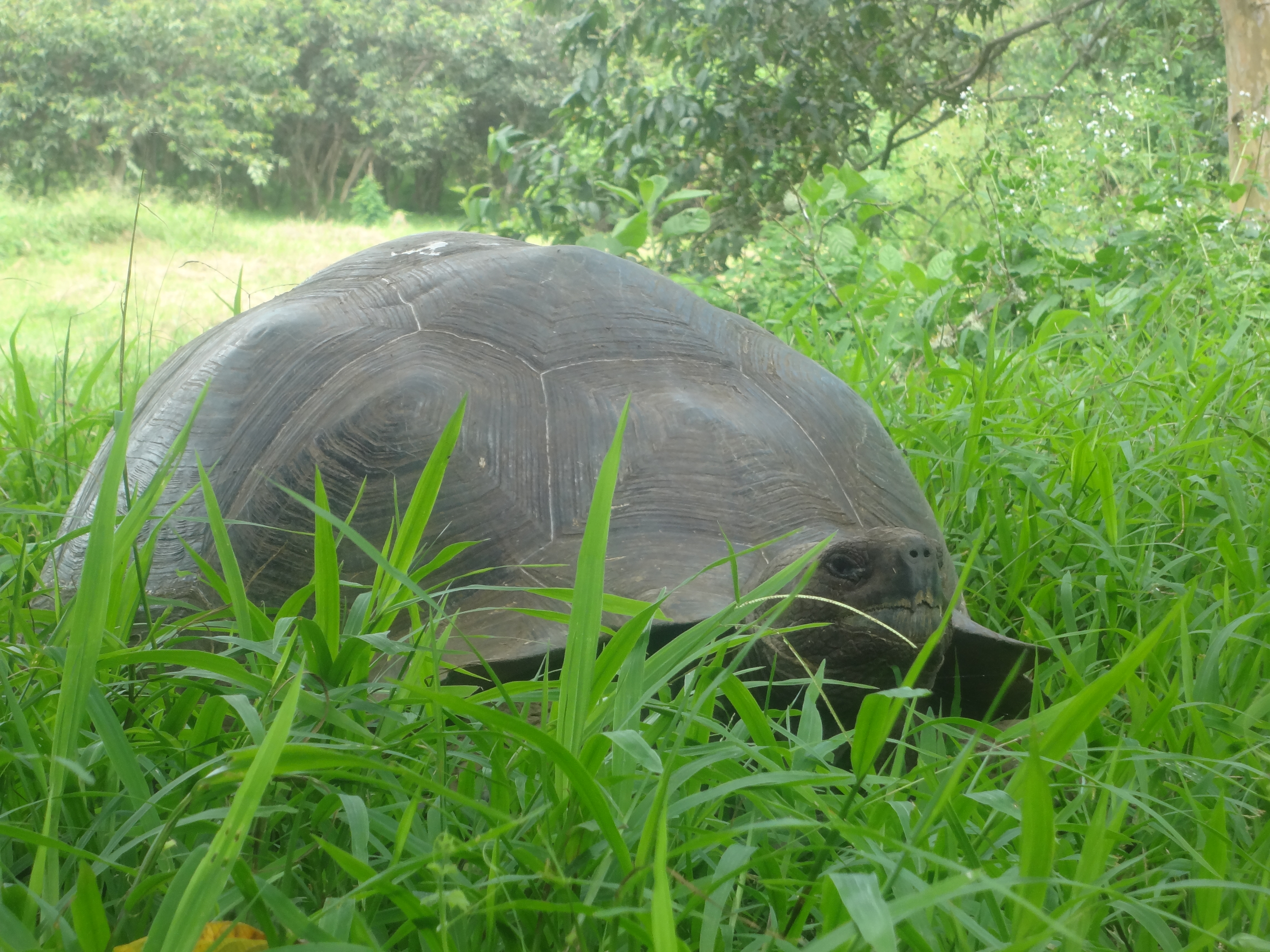
Galapagos tortoise
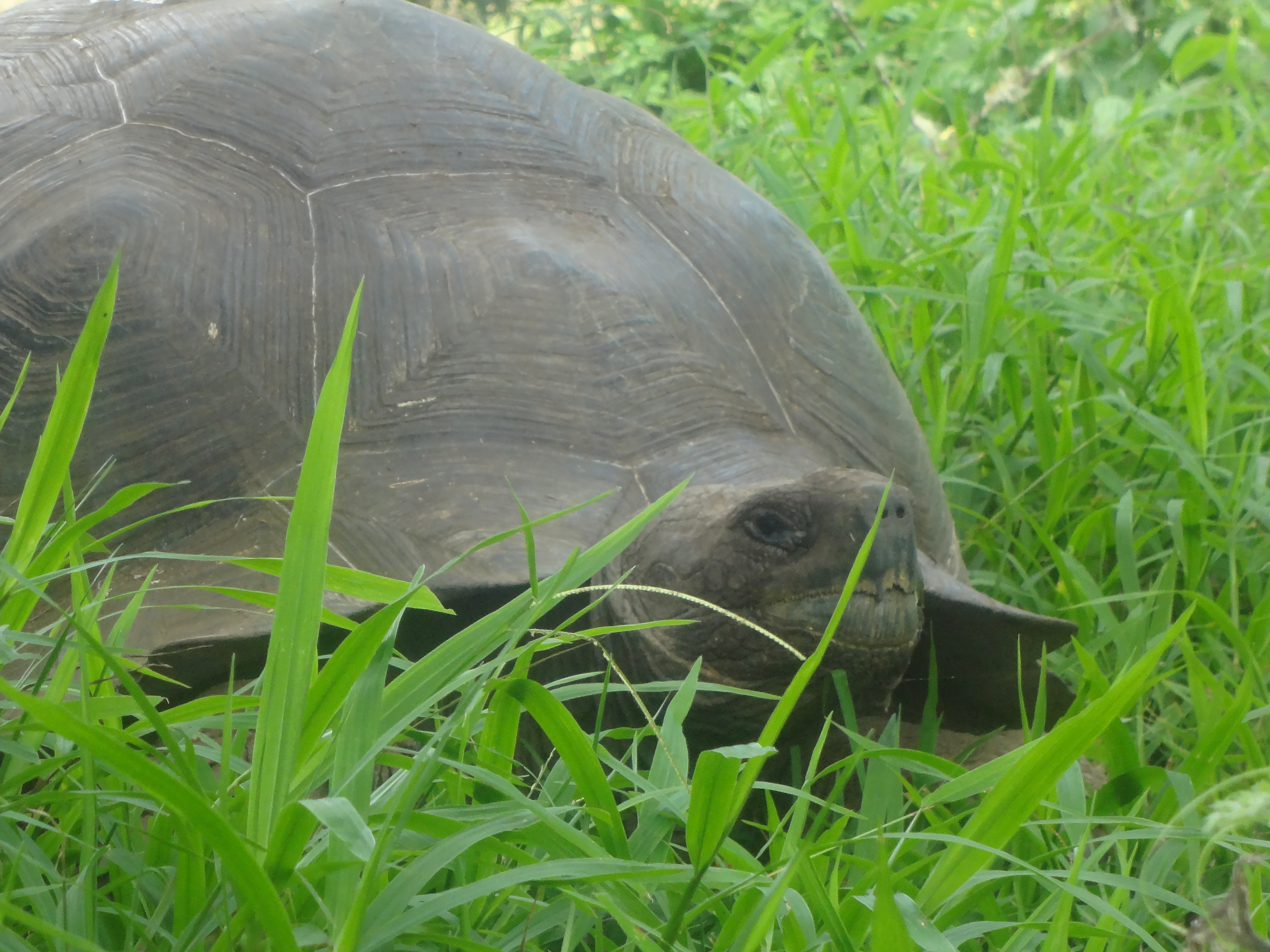
Galapagos tortoise
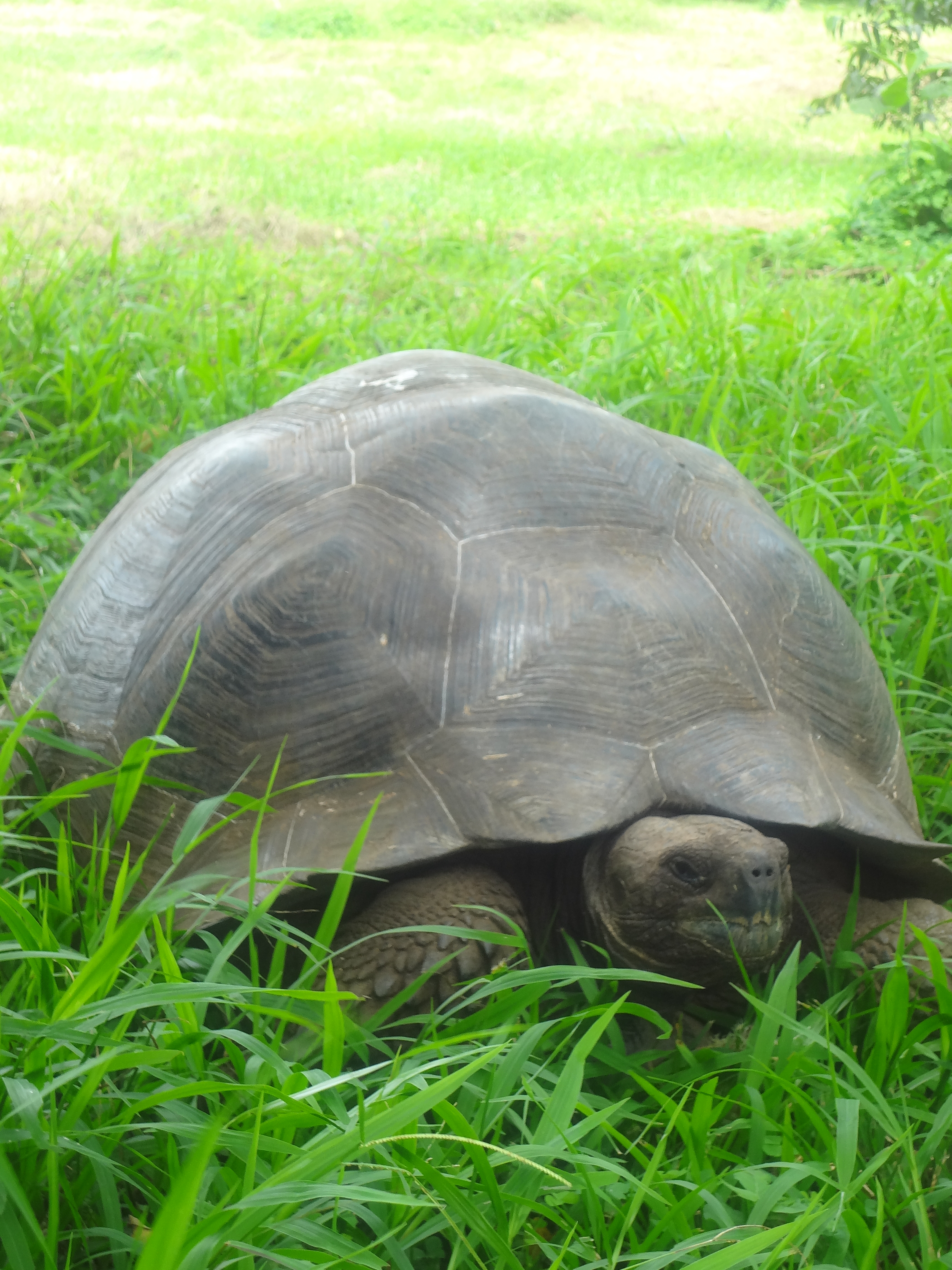
Galapagos tortoise

## وصلات خارجية
- Charles Darwin Foundation
- WildAid